# محمد باقر
محمد بن علی الباقر (به عربی: مُحَمَّد بن عَليٍّ الْباقِر؛ ۳ صفر یا ۱ رجب ۵۷ هجری قمری / ۱۶ دسامبر ۶۷۶ یا ۱۰ مهٔ ۶۷۷ میلادی – ۷ ذیحجهٔ ۱۱۴ هجری قمری / مهٔ ۷۳۲ میلادی) معروف به باقر و باقرُالْعُلوم پنجمین امام شیعه امامیه پس از پدرش سجاد و پیش از پسرش جعفر صادق است. کنیه‌اش «ابوجعفر» است. مادرش، فاطمه بنت حسن دختر حسن مجتبی است؛ و بنابراین او اولین امام شیعه، از نسل هر دو نوهٔ پیامبر، حسن و حسین است.
زندگی محمد باقر مصادف با حکومت ده تن از خلفای اموی به نام‌های معاویه، یزید بن معاویه، معاویه بن یزید، مروان بن حکم، عبدالملک بن مروان، ولید بن عبدالملک، سلیمان بن عبدالملک، عمر بن عبدالعزیز، یزید بن عبدالملک و هشام بن عبدالملک بود. محمد باقر در سال‌های آخر حیاتِ معاویه، مصادف با زمانی که معاویه می‌کوشید برای فرزندش، یزید بیعت بگیرد، در مدینه به‌دنیا آمد. به‌نوشتهٔ یعقوبی محمد در سن کودکی در نبرد کربلا حضور داشته‌است. در کودکی و نوجوانی شاهدِ دومین جنگ داخلی مسلمانان بر سر کسب خلافت بود؛ و هم‌زمان پدرش، زین‌العابدین را می‌دید که خود را از این اتفاقات کنار کشیده‌است. دوران حکومتِ عمر بن عبدالعزیز که دوران برداشته شدنِ فشارها از روی شیعیان و بازگرداندن فدک به اهل بیت بود، در واقع زمان شروعِ جدی تدریس محمد باقر و مکتوب شدن احادیث به‌حساب می‌آید. در حکومت هشام بن عبدالملک، به‌دنبال دفاعِ جعفر صادق از امامت پدرش در مراسم حج، خلیفه که به آنان مظنون شده بود، جعفر صادق و محمد باقر را به دمشق احضار کرد و در مهمانی بزرگی که ترتیب داده بود، با وادار کردن محمد به شرکت در مسابقهٔ تیراندازی، سعی داشت او را تحقیر کند. قیام زید بن علی، برادرِ محمد، که منجر به تمایل برخی شیعیان به سمت او و تشکیل مذهب زیدیه شد، یکی دیگر از حوادث دوران او بود. قیامی که منجر به شکست و کشته شدنِ زید شد. اما زیدیه، به‌عنوان یکی از فرقه‌های شیعه، همچنان باقی ماند. محمد باقر در سال ۱۱۴ ه‍.ق در مدینه درگذشت و در قبرستان بقیع به خاک سپرده شد. علت درگذشتش را مسمومیت به‌دستور هشام بن عبدالملک می‌دانند.
دوران محمد باقر دوران شروع تدریس نظام‌مندِ فقه و عقاید شیعهٔ امامیه است. این دوران توسط فرزندش، صادق در اوج خود قرار گرفت. محمد باقر شاگردان زیادی داشت و با اینکه در مدینه سکونت داشت، بیشترین شاگردانش کوفی بودند. بعد از کوفه از بصره و شام و مکه می‌توان نام برد. تفسیرُ الْباقر، «اَلْمناسِک»، اُم‌ُّالْکتاب و «رسالهٔ جُعفی» بخشی از سخنان باقر است که توسط شاگردانش گردآوری شده‌است. روایات و سخنان فراوانی از محمد باقر نیز نقل شده‌است. محمد بن علی به‌عنوان رهبر دینی، مورد احترام شیعیان، و به‌عنوان فقیه و عالم بزرگ اسلامی، مورد احترام اهل سنت است.

## تبار
تبار محمد باقر هم از جانب مادر و هم پدر به محمد، پیامبر اسلام، می‌رسد.
پدرش علی بن حسین، ملقّب به سَجّاد، امام چهارم شیعیان، است و در بین سال‌ها ۳۸ تا ۹۵ ه‍.ق زندگی می‌کرد.
مادرِ باقر، فاطمه اُمِّ عبدالله است. فاطمه، فرزند حسن مجتبی، امام دوم شیعیان بود. بدین ترتیب، باقر هم از سمت مادر و هم از سوی پدر از نسل علی بن ابی‌طالب، امام اول شیعیان و خلیفهٔ چهارم، است.
ازاین‌رو دربارهٔ باقر گفته می‌شود علوی‌ای بود که از دو سو علوی بود و فاطمی‌ای بود که از دو سو فاطمی بود.
| \| \| \| \| \| \| \| \| \| \| \| ۸. علی بن ابی طالب \| \| \| \| \| \| \| \| \| \| \| \| \| \| \| \| \| \| \| \| \| \| \| \| \| \| \| \| \| \| \| \| \| \| \| \| \| \| \| \| \| \| \| \| \| \| \| \| \| \| \| ۴. حسین بن علی \| \| \| \| \| \| \| \| \| \| \| \| \| \| \| \| \| \| \| \| \| \| \| \| \| \| \| \| \| \| \| \| \| \| \| \| \| \| \| \| \| \| \| \| \| \| \| \| \| \| \| \| \| \| \| \| \| \| \| \| ۹. فاطمه زهرا \| \| \| \| \| \| \| \| \| \| \| \| \| \| \| \| \| \| \| \| \| \| \| \| \| \| \| \| \| \| \| \| \| \| \| \| \| \| \| \| \| \| \| \| \| \| \| \| \| \| \| \| \| \| \| \| \| \| \| \| ۲. سجاد \| \| \| \| \| \| \| \| \| \| \| \| \| \| \| \| \| \| \| \| \| \| \| \| \| \| \| \| \| \| \| \| \| \| \| \| \| \| \| \| \| \| \| \| \| \| \| \| \| \| \| \| \| \| \| \| \| \| \| \| ۱۰. یزدگرد سوم \| \| \| \| \| \| \| \| \| \| \| \| \| \| \| \| \| \| \| \| \| \| \| \| \| \| \| \| \| \| \| \| \| \| \| \| \| \| \| \| \| \| \| \| \| \| \| \| \| \| \| \| \| \| \| \| \| \| \| \| ۵. شهربانو \| \| \| \| \| \| \| \| \| \| \| \| \| \| \| \| \| \| \| \| \| \| \| \| \| \| \| \| \| \| \| \| \| \| \| \| \| \| \| \| \| \| \| \| \| \| \| \| \| \| \| \| \| \| \| \| \| \| \| \| \| \| \| \| \| \| \| \| \| \| \| \| \| \| \| \| \| \| \| \| \| \| \| \| \| \| \| \| \| \| \| \| \| \| \| \| \| \| \| \| \| \| \| \| \| \| \| \| \| \| \| \| \| \| \| \| \| \| \| \| ۱. محمد باقر \| \| \| \| \| \| \| \| \| \| \| \| \| \| \| \| \| \| \| \| \| \| \| \| \| \| \| \| \| \| \| \| \| \| \| \| \| \| \| \| \| \| \| \| \| \| \| \| \| \| \| \| \| \| \| \| \| \| \| \| ۱۲. علی بن ابی طالب \| \| \| \| \| \| \| \| \| \| \| \| \| \| \| \| \| \| \| \| \| \| \| \| \| \| \| \| \| \| \| \| \| \| \| \| \| \| \| \| \| \| \| \| \| \| \| \| \| \| \| \| \| \| \| \| \| \| \| \| ۶. حسن مجتبی \| \| \| \| \| \| \| \| \| \| \| \| \| \| \| \| \| \| \| \| \| \| \| \| \| \| \| \| \| \| \| \| \| \| \| \| \| \| \| \| \| \| \| \| \| \| \| \| \| \| \| \| \| \| \| \| \| \| \| \| ۱۳. فاطمه زهرا \| \| \| \| \| \| \| \| \| \| \| \| \| \| \| \| \| \| \| \| \| \| \| \| \| \| \| \| \| \| \| \| \| \| \| \| \| \| \| \| \| \| \| \| \| \| \| \| \| \| \| \| \| \| \| \| \| \| \| \| ۳. فاطمه بنت حسن \| \| \| \| \| \| \| \| \| \| \| \| \| \| \| \| \| \| \| \| \| \| \| \| \| \| \| \| \| \| \| \| \| \| \| \| \| \| \| \| \| \| \| \| \| \| \| \| \| \| \| \| \| \| \| \| \| \| \| \| ۱۴. طلحه \| \| \| \| \| \| \| \| \| \| \| \| \| \| \| \| \| \| \| \| \| \| \| \| \| \| \| \| \| \| \| \| \| \| \| \| \| \| \| \| \| \| \| \| \| \| \| \| \| \| \| \| \| \| \| \| \| \| \| \| ۷. ام اسحاق \| \| \| \| \| \| \| \| \| \| \| \| \| \| \| \| \| \| \| \| \| \| \| \| \| \| \| \| \| \| \| \| \| \| \| \| \| \| \| \| \| \| \| \| \| \| \| \| \| \| \| \| \| \| \| \| \| \| \| \| ۱۵. ام حارث \| \| \| \| \| \| \| \| \| \| \| \| \| \| \| \| \| \| \| \| \| \| \| \| \| \| \| \| \| \| \| \| \| \| \| \| \| \| \| \| \| \| \| |                     |  |  |  |  |  |  |  |  |                    |  |  |  |
| |                     |  |  |  |  |  |  |  |  | ۸. علی بن ابی طالب |  |  |  |
| |                     |  |  |  |  |  |  |  |  |                    |  |  |  |
| |                     |  |  |  |  |  |  |  |  |                    |  |  |  |
| |                     |  |  |  |  |  |  |  |  |                    |  |  |  |
| | ۴. حسین بن علی      |  |  |  |  |  |  |  |  |                    |  |  |  |
| |                     |  |  |  |  |  |  |  |  |                    |  |  |  |
| |                     |  |  |  |  |  |  |  |  |                    |  |  |  |
| |                     |  |  |  |  |  |  |  |  |                    |  |  |  |
| | ۹. فاطمه زهرا       |  |  |  |  |  |  |  |  |                    |  |  |  |
| |                     |  |  |  |  |  |  |  |  |                    |  |  |  |
| |                     |  |  |  |  |  |  |  |  |                    |  |  |  |
| |                     |  |  |  |  |  |  |  |  |                    |  |  |  |
| | ۲. سجاد             |  |  |  |  |  |  |  |  |                    |  |  |  |
| |                     |  |  |  |  |  |  |  |  |                    |  |  |  |
| |                     |  |  |  |  |  |  |  |  |                    |  |  |  |
| |                     |  |  |  |  |  |  |  |  |                    |  |  |  |
| | ۱۰. یزدگرد سوم      |  |  |  |  |  |  |  |  |                    |  |  |  |
| |                     |  |  |  |  |  |  |  |  |                    |  |  |  |
| |                     |  |  |  |  |  |  |  |  |                    |  |  |  |
| |                     |  |  |  |  |  |  |  |  |                    |  |  |  |
| | ۵. شهربانو          |  |  |  |  |  |  |  |  |                    |  |  |  |
| |                     |  |  |  |  |  |  |  |  |                    |  |  |  |
| |                     |  |  |  |  |  |  |  |  |                    |  |  |  |
| |                     |  |  |  |  |  |  |  |  |                    |  |  |  |
| |                     |  |  |  |  |  |  |  |  |                    |  |  |  |
| |                     |  |  |  |  |  |  |  |  |                    |  |  |  |
| |                     |  |  |  |  |  |  |  |  |                    |  |  |  |
| |                     |  |  |  |  |  |  |  |  |                    |  |  |  |
| | ۱. محمد باقر        |  |  |  |  |  |  |  |  |                    |  |  |  |
| |                     |  |  |  |  |  |  |  |  |                    |  |  |  |
| |                     |  |  |  |  |  |  |  |  |                    |  |  |  |
| |                     |  |  |  |  |  |  |  |  |                    |  |  |  |
| | ۱۲. علی بن ابی طالب |  |  |  |  |  |  |  |  |                    |  |  |  |
| |                     |  |  |  |  |  |  |  |  |                    |  |  |  |
| |                     |  |  |  |  |  |  |  |  |                    |  |  |  |
| |                     |  |  |  |  |  |  |  |  |                    |  |  |  |
| | ۶. حسن مجتبی        |  |  |  |  |  |  |  |  |                    |  |  |  |
| |                     |  |  |  |  |  |  |  |  |                    |  |  |  |
| |                     |  |  |  |  |  |  |  |  |                    |  |  |  |
| |                     |  |  |  |  |  |  |  |  |                    |  |  |  |
| | ۱۳. فاطمه زهرا      |  |  |  |  |  |  |  |  |                    |  |  |  |
| |                     |  |  |  |  |  |  |  |  |                    |  |  |  |
| |                     |  |  |  |  |  |  |  |  |                    |  |  |  |
| |                     |  |  |  |  |  |  |  |  |                    |  |  |  |
| | ۳. فاطمه بنت حسن    |  |  |  |  |  |  |  |  |                    |  |  |  |
| |                     |  |  |  |  |  |  |  |  |                    |  |  |  |
| |                     |  |  |  |  |  |  |  |  |                    |  |  |  |
| |                     |  |  |  |  |  |  |  |  |                    |  |  |  |
| | ۱۴. طلحه            |  |  |  |  |  |  |  |  |                    |  |  |  |
| |                     |  |  |  |  |  |  |  |  |                    |  |  |  |
| |                     |  |  |  |  |  |  |  |  |                    |  |  |  |
| |                     |  |  |  |  |  |  |  |  |                    |  |  |  |
| | ۷. ام اسحاق         |  |  |  |  |  |  |  |  |                    |  |  |  |
| |                     |  |  |  |  |  |  |  |  |                    |  |  |  |
| |                     |  |  |  |  |  |  |  |  |                    |  |  |  |
| |                     |  |  |  |  |  |  |  |  |                    |  |  |  |
| | ۱۵. ام حارث         |  |  |  |  |  |  |  |  |                    |  |  |  |
| |                     |  |  |  |  |  |  |  |  |                    |  |  |  |
| |                     |  |  |  |  |  |  |  |  |                    |  |  |  |

## نام و القاب
راویانِ شیعه اغلب از محمد باقر با کنیهٔ «ابوجعفر» یاد می‌کنند و برای اینکه با محمد تقی — که او هم ابوجعفر نامیده می‌شد — اشتباه نشود، امامِ نهم را به‌نام «ابوجعفر ثانی» خطاب می‌کنند. لقبِ «باقر» — که درواقع مُخَفَّفِ «باقِرُ الْعِلم» است — بیانگر موقعیت محمد باقر به‌عنوان یک عالمِ برجستهٔ دینی است. برای محمد باقر القاب متعددی از جمله «شاکر» و «هادی» نیز گزارش شده‌است.

### باقرالعلوم
لقبِ باقر از «باقرالعلوم» به‌معنای «شکافندهٔ علم» گرفته شده‌است. به‌عقیدهٔ ابن خَلدون، مورخ اهل سنت، وی لقبِ باقر را به‌خاطر فراوانیِ دانشی که اندوخته بود، کسب کرده‌است. به‌نظر یعقوبی، مورخ شیعی، او بدین خاطر «باقر» لقب گرفت چراکه علم را شکافت و به عمقش دست یافت. ایتان کُلبِرگ در مقاله‌ای در دانشنامه اسلام، دو معنی برای باقر مطرح می‌کند: «کسی که علم را می‌شکافد» (یعنی آن را روشن می‌سازد)؛ و «کسی که علمِ فراوان دارد». کلبرگ به‌نقل از ابن بابِوَیْهْ، مُحَدِّثِ شیعه، به حدیثی از پیامبر اسلام اشاره می‌کند که گفته‌است: «در تورات از باقر با همین لقب یاد شده‌است». به‌نقل از لِسانُ الْعَرَب، او را باقر می‌نامیدند چراکه دانش را می‌شکافت، از اصل و ریشه‌هایش آگاهی داشت، و شاخه‌ها و شعبه‌هایش را آشکار می‌کرد، و علم بزرگی داشت.
روایت است که محمد، پیامبر اسلام، به جابِر بن عبدالله انصاری خبر داده بود که جابر آن‌قدر زنده خواهد ماند تا فرزندش را — که همنام اوست — ببیند. برای شیعیان، باقرالعلم عنوانِ عادی نبود؛ آنان معتقدند این عنوان توسط پیامبر اسلام به او داده‌است. به‌گفتهٔ شیخ کُلَیْنی، محدّث شیعی، جابر تنها صَحابیِ زندهٔ پیامبر، عادت داشت در مسجد بنشیند و صدا بزند: یا «باقرالعلم! یا باقرالعلم!». اهل مدینه گمان بر یاوه‌گوییِ جابر می‌بردند، اما جابر به آنان گفتهٔ پیامبر را یادآوری می‌کرد. دربارهٔ نحوهٔ دیدار جابر با محمد باقر، کلینی روایت می‌کند روزی جابر از مقابل مکتب‌خانه‌ای عبور می‌کرد و باقر را که هنوز کودکی بیش نبود، در آنجا دید و به او نزدیک شد تا ویژگی‌هایی را که از زبان پیامبر شنیده بود، در او پیدا کند. جابر نامش را پرسید و پس از آنکه نشانه‌ها را در او دید، سرش را بوسید و سلام پیامبر را به او رساند. قاضی نُعمان، محدثِ اسماعیلی، و طَبَری، محدث اهل سنت، این روایت را متفاوت از کلینی نقل می‌کنند اما در هر سهٔ این روایات، جابر با باقر ملاقات می‌کند و سلام پیامبر را به او می‌رساند. از ابن عِنَبه روایت شده‌است که وقتی زِید، برادرِ باقر، نزد هُشام بن عَبدُالْمَلِک رفت، هشام از زید دربارهٔ برادرش «بقره» پرسید که منظورش باقر بود. زید در دفاع از برادرش، خلیفه را سرزنش کرد که پیامبر برادرش را باقر نامید، اما هشام بقره می‌خواند؛ و اینکه پیامبر در قیامت جوابِ این جسارت او را خواهد داد. به‌عقیدهٔ اَرْزینا لالانی، از این روایت پیداست که باقر نه تنها در زمان حیاتش به این لقب معروف بوده، بلکه در زمان پیامبر — که او را باقر نامیده — معروف به این لقب بوده‌است. ابن عِماد، ابن خَلِّکان، صَفْدی و ذَهَبی، مورخان و محدثانِ اهل سنت، در توضیحِ لفظِ باقر به دانشِ فراوانِ محمد باقر و شناختش از ریشه و درونِ دانش اشاره کرده‌اند.

## سرگذشت
محمد باقر همزمان با حکومت معاویه، یزید بن معاویه، معاویة بن یزید، مَروان بن حَکَم، عبدالملک بن مروان، ولید بن عبدالملک، سلیمان بن عبدالملک، عُمَر بن عبدُالْعَزیز، یزید بن عبدالملک و هشام بن عبدالملک زندگی می‌کرد. بیشتر دوران زندگی محمد باقر در مدینه صرف گسترشِ معارف اسلامی و تربیت شاگردان شد. در این میان گاهی توسط خلفای اُمَوی از جمله عبدالملک بن مروان، عمر بن عبدالعزیز و هشام بن عبدالملک به مرکز خلافت در دمشق دعوت یا احضار شد. نقدِ صریحِ برخی خلفای اموی — به‌روایت زَمَخْشَری، مُفَسِّرِ مُعتَزِلی — یا نهیِ شیعیان از قبول برخی مسئولیت‌های حکومتی و تکریم برادرش زید — به‌روایت کشّی، عالم شیعه — از جمله اقدامات سیاسی وی علیه حُکّام اموی به‌شمار می‌آید. با این وجود باقر از اقدام سیاسیِ عمومی نهی می‌کرد بدین دلیل که در عینِ کثرتِ شیعیان، بنا به‌گزارشِ حُرِّ عامِلی، شیعیان را مهیای فداکاری در راه حق نمی‌دید. به‌عقیدهٔ جعفریان، ائمهٔ شیعه نمی‌خواستند به هر قیمتی در یک شورشِ سیاسیِ نافرجام شرکت کنند، بلکه بیان معارف اصیلِ اسلامی برای آنان در اولویتِ نخست قرار داشت. بااین‌حال ائمه مخالفت‌شان با نظام حاکم را مخفی نمی‌کردند. شیعیان و حتی اموی‌ها می‌دانستند آنان مُدّعیِ خلافت هستند و اعتقاد دارند قُرَیْش حکومت را به‌زور از دست آنان خارج کرده‌اند. به همین دلیل شیعیانِ خود را از همکاری با حکومت — جز در موارد خاص و به دلایل خاص — منع می‌کردند؛ بنابراین به‌اعتقاد جعفریان، روش مبارزاتیِ ائمه از جمله باقر، مبارزهٔ منفی بوده‌است. بر همین اساس، باقر یکی از پیروانش را که می‌خواست عَریفِ قبیله‌اش شود، منع کرد، با این استدلال که حتی مسئولِ ناچیزی چون عریف در ظلمِ حاکمِ ظالم شراکت دارد. در واقع باقر با این تأکیدات، مردم را از حاکمانِ ظالمْ دور، و به سمت اهل بیت متمایل می‌کرد. بیانِ اینکه ولایت، در کنارِ نماز و روزه و حج و زکات، پنج حکمِ اساسیِ اسلام است، تأکید بر همین امر است.

### تولد و خردسالی
محمد باقر، در سال ۵۷ یا ۵۸ ه‍.ق در شهر مدینه به دنیا آمد. بیشتر منابع سال ۵۷ ه‍.ق را ذکر کرده‌اند اما منابعی چون اِثباتُ الْوَصیَّة سال ۵۶ یا ۵۸ ه‍.ق را ذکر کرده‌اند. در روز تولدش اختلاف است؛ در مَسارُّ الشّیعة اول رجب و در کَشفُ الْغُمَّة سوم صفر ذکر شده‌است. در همین دوران معاویة بن ابی‌سفیان در تدارکِ بیعت گرفتن برای پسرش یزید بود. باقر سه یا چهار سال داشت که پدربزرگش حسین بن علی و اقوامش در نبرد کربلا کشته شدند. یعقوبی از قول باقر آورده‌است که «وقتی جَدَّم حسین به شهادت رسید چهار ساله بودم و آنچه در آن روز بر ما گذشت همه را به یاد دارم.»

### در دوران امامت زین‌العابدین
باقر در کودکی و نوجوانی شاهدِ جنگ داخلی میان بنی‌امیه، عبدالله بن زبیر و گروه‌های مختلفِ شیعی بود؛ درحالی‌که پدرش سجاد از صحنهٔ درگیری‌های سیاسی کناره گرفته بود. به‌نقل از کِسایی، محمد باقر قبل از اینکه به امامت برسد یک بار توسط عبدالملک بن مروان به مرکز خلافت — در شام — دعوت شده‌است. عبدالملک را از مستبدترین خلفای اموی می‌دانند هرچند بعضی روایت‌گرانِ تاریخی مدعی شده‌اند که او سخت‌گیری کمتری نسبت به پیشینیانش دربارهٔ خاندان علی داشته‌است بدین خاطر که به کارگزارش در حِجاز نوشته‌است: «مرا از مبتلا شدن به خونِ فرزندان علی دور نگه دار، زیرا دریافته‌ام هرگاه علویان مورد ظلم و هجوم قرار گرفته‌اند، مهاجمان به پیروزی نرسیده‌اند». برخی منابعِ تاریخی از پیشنهادِ ضرب سکه توسط محمد باقر به عبدالملک مروان به‌عنوان یک واقعهٔ تاریخی یاد می‌کنند. به‌نوشتهٔ ایتان کلبرگ، بنا به روایتی منقول از هارونُ الرَّشید، خلیفهٔ عباسی، تصمیم عبدالملک برای ضرب سکهٔ طلای اسلامی — که دینارِ اسلامی را جایگزین سکه‌های رومی می‌کرد — به‌پیشنهاد محمد باقر صورت گرفت. به‌نوشته حسن طارُمی در دانشنامهٔ جهان اسلام، این پیشنهاد که در واکنش به تهدیدِ امپراتورِ روم شرقی صورت گرفته، در نوشتهٔ بعضی تاریخ‌نگاران چون بیهقی آمده‌است. جعفر مرتضی عاملی، مورخ شیعی، با مقایسهٔ نقل‌های مختلفِ تاریخی و برخی شواهد دیگر نتیجه می‌گیرد که شخصِ مورد مشورت در این زمینه، سجاد، پدرِ محمد باقر بوده‌است؛ چون محمد باقر در آن زمان هفده تا نوزده سال داشته و شهرتِ پدرش از او بیشتر بوده‌است.
در دوران ولید بن عبدالملک، حَجّاج بن یوسُف — که به قساوَت علیه شیعه معروف بود — همچنان به‌عنوان والیِ خلیفه حکم می‌راند. از قول محمد باقر آمده‌است که حجّاج شیعیان را به هر سوءظنی دستگیر می‌کرد و عرصه بر آنان چنان تنگ شده بود که اگر کسی را «زِندیق» یا «کافِر» می‌خواندند، برایش بهتر از آن بود که او را «شیعهٔ» علی بن ابی‌طالب بنامند. قتل سعید بن جُبَیْر، شخصیتِ معروف شیعی را مربوط به دوران ولید می‌دانند. در همین ایام بود که زین‌العابدین هم از دنیا رفت و بدین ترتیب، ولید نخستین خلیفهٔ مصادف با امامت محمد باقر بود.

### امامت

#### زمینه فرهنگی و سیاسی
در دوران محمد باقر، نقاط مختلف حکومت اسلامی شاهد شکل‌گیریِ بحث‌های جدی دربارهٔ موضوعاتِ مربوط به امامت از قبیل ایمان، اسلام و قَضا و قَدَر بود که البته برخی از آنها جنبهٔ سیاسی داشت. به‌نوشتهٔ لالانی، ریشهٔ بسیاری از جنبش‌های فرهنگی سیاسی مثل خارجیّه (خَوارِج)، قُدَریّه و مُرْجِئه را باید در همین دوران جستجو کرد. شیعه نیز یکی از این گروه‌ها بود که بر سر مسئلهٔ امامت و اینکه رئیس حکومت چه کسی باید باشد و چه وظیفه‌ای دارد، با دیگران اختلاف داشت. خوارج حاکمی را که مرتکبِ خطا و گناه شود، مُرتَدّ می‌دانستند. در مقابل، مرجئه داوری در این‌باره را به خدا می‌سپردند و ازاین‌رو به امر به معروف و نهی از مُنکَر اعتقادی نداشتند. قدریه که انسان را دارای ارادهٔ آزاد می‌دانستند، حاکم خطاکار را مستحقِ کناره‌گیری یا عزل می‌دانستند. در مقابل، جَبریّه اعتقاد داشتند اعمال انسان از پیش مُقَدَّر شده‌است. گروه‌های دیگری هم بودند مثل اَحبارِ یهود که با نشرِ احادیثِ تحریف‌شده — که «اِسرائیلیات» خوانده می‌شد و عمدتاً دربارهٔ شئونِ زندگیِ پیامبران گذشته بود — در مقابل محمد باقر قرار داشتند. در چنین اوضاع آشفته‌ای از دیدگاه‌های مختلف فرهنگی و سیاسی بود که محمد باقر به توضیح و تشریحِ مواضع شیعه می‌پرداخت و به پرسش‌های گوناگون پاسخ می‌داد. در این روزگار، جماعتِ زیادی از مردمِ پارسا از حاکمان خود ناراضی بودند و زندگی تجملی آنان را سرمشقِ نامناسبی برای مردم می‌دیدند. مردمِ دو شهرِ مکه و مدینه به شرابخواری و قُمار و عاداتِ ناپسندِ دیگر افتاده بودند. فاصلهٔ طبقاتیِ طبقهٔ حاکم و فاتحانِ عرب از مَوالی غیرعرب، نارضایتی دستهٔ اخیر و پیوستن‌شان به جنبش‌های شیعی را در پی داشت. این نارضایتی‌ها عده‌ای را به کناره‌گیری از جامعه و انزوا کشاند. عدهٔ دیگری وقت‌شان را صرفِ فراگیری تعلیمات دینی کردند و امیدِ رهایی از این وضعیت را به پیدا شدن مُنجی و مهدی نسبت دادند. از این میان گروه‌های شیعی مثل کِیْسانیّه و زِیْدیّه چارهٔ کار را در اقدامات سیاسی و نظامی می‌دیدند.

#### پایه‌گذاری مکتب شیعه
پس از درگذشت زین‌العابدین در سال ۹۴ یا ۹۵ ه‍. ق، محمد باقر جانشین پدرش شد.
به‌نوشتهٔ سید محمدحسین طباطبایی، عالم شیعی، در این دوران به‌خاطر استبداد حُکّام بنی‌امیه، هر روز شورش‌هایی در سرتاسر قلمرو اسلامی رخ می‌داد. از طرفی اختلافات داخلی بنی‌امیه، آنان را سرگرم درگیری‌های داخلی کرده بود که این خود باعث شد اهل بیت برای مدتی به حال خود گذاشته شوند.
در این شرایط، محمد باقر همانند پدرش در مقابل بنی‌امیه موضعِ سکوت در پیش گرفت، درعوض خودش را وقفِ مسائل فقهی و بسطِ تئوریِ امامت کرد.
از طرفی به‌خاطر ستمی که در واقعهٔ کربلا بر سر خانوادهٔ پیامبر آمده بود، بسیاری از مردم به سمت امامان شیعه گرایش پیدا کرده بودند. این گرایش، این فرصت را در اختیار مردم مخصوصاً شیعیان قرار می‌داد تا در گروه‌های بزرگ به مدینه سفر کنند و آزادانه با محمد باقر ملاقات کنند؛ به‌گونه‌ای که فرصتِ تبلیغ اسلام که از امامان پیشین سلب شده بود، برای محمد باقر فراهم بود. شمار فراوانِ احادیثی که از او روایت شده و نیز شمار زیادِ شاگردانش، گواه این مطلب است.
در این دوران، به‌ویژه پس از روی کار آمدن عمر بن عبدالعزیز که به باقر متمایل بود، فراغ بال بیشتری برای شیعیان ایجاد شد. فَدَک توسط همین خلیفه، و بعد از ملاقاتی که در مدینه با باقر داشت، به علویان برگشت داده شد.
از ویژگی‌های حکومتِ او، کوشش برای کم کردنِ فشارِ وارده بر شیعیان و براندازی رسمِ دشنام‌گویی به علی بن ابی‌طالب بود. دستور تدوین احادیث، که در زمان خلیفهٔ اول و دوم منع شده بود، از دیگر اقدامات عمر بن عبدالعزیز بود. در همین هنگام و همزمان با رونق گرفتنِ تکاپوی فرهنگی اهل سنت بود که باقر احساس کرد باید با اشاعهٔ نظرات فقهیِ اهل بیت، نسبت به انحرافاتی که از نظر او در احادیث اهل سنت رسوخ کرده بود، موضع‌گیری کند؛ و بدین ترتیب تدوین مکتبِ دینیِ خود را — که شامل فقه و تفسیر و اخلاق می‌شد — آغاز کرد. محمد باقر به مردم توصیه می‌کرد که حدیثِ درست را از منبع درست آن که امامان هستند، سراغ بگیرند. این تأکیدات، به‌عقیدهٔ رسول جعفریان، تأثیر خاصی در شکل‌گیری مذهب تشیع داشت. تأثیر آن در مذاهب غیرشیعی از این جهت بود که بسیاری از بزرگانِ دینی اهل سنت، نظرات دینی خود را به او عرضه می‌کردند تا از صحت و سقم آن آگاه شوند.
محمد باقر برای نظم بخشیدن به عقایدِ متغایری که دربارهٔ امامت وجود داشت، عقیدهٔ خود در این‌باره را بر پایهٔ قرآن و سُنَّت گذاشت؛ و علم و عِصمَت را به‌عنوان صفاتی معرفی کرد که «امام» را از بقیهٔ مردم متمایز می‌کند و بدین ترتیب خود را به‌عنوان «امام اُمَّت» معرفی کرد. در شرایطی که بیشتر مردم اعتقاد داشتند «امام» باید قیام کند، تعلیمات باقر نشان می‌داد که امامت لزوماً سیاسی نیست و بنابراین بر کسبِ قدرت سیاسی تکیه ندارد. این نظریه که تهدید مستقیمی علیه حکمرانان اموی محسوب نمی‌شد، فرصتی را در اختیار باقر گذاشت تا آزادانه به ادامهٔ فعالیت خود بپردازد.
باقر ادعای امامتش را در مقابل هُشام بن عبدالملک، با خواندن آیهٔ اِکمال دین توجیه کرد. سپس با یادآوری روایات متعددی از پیامبر اسلام، انتقالِ دانشِ امامت از علی به سایر امامان را توضیح داد. دربارهٔ امامت محمد باقر، به حدیثی از پیامبر اشاره می‌کنند که در معرفیِ محمد باقر می‌گوید وی در تورات باقر نامیده شده‌است. بر این اساس، امامتِ زید بن علی، که نَصّی بر آن وارد نشده، رد شده‌است. هرچند این اعتقاد وجود دارد که شخصِ زید، امامتِ محمد باقر و فرزندش جعفر صادق را پذیرفته‌است. در کتاب‌های کلامی از علم فراوان باقر و نیز کرامات زیادی که به او نسبت داده شده، به‌عنوان دلیلی دیگر بر امامت او یاد شده‌است.
محمد باقر همچنین در فقه، مَناسِکِ دینی و موضوعات آیینی، تفسیر قرآن، احادیث نبوی و موضوعات کلامی، خواه روحانی یا دنیوی، صاحبِ مهارت بود و به‌عنوان پیشوا و دانشمندی جامِعُ‌الْاَطراف شناخته می‌شد. او نخستین امام شیعی بود که تعالیم دینی را نظام‌مند کرد؛ و بنیان‌گذارِ مکتبِ فقهیِ جداگانه‌ای شد که همان «مذهب اهل بیت» بود.
مهم‌ترین نقشی که ایتان کلبرگ برای محمد باقر قائل است، تدریسِ نظام‌مند و عمومیِ فقهِ شیعه بود. این نظر در ابعادی وسیع‌تر توسطِ شیعه‌پژوه دیگری به‌نامِ ارزینا لالانی در کتابِ نخستین اندیشه‌های شیعی: تعالیم امام محمد باقر علیه‌السلام به‌تفصیل بررسی و تبیین شده‌است. کلبرگ در این زمینه می‌نویسد احتمالاً محمد باقر اولین کسی بود که آنچه را که به آموزه‌های بنیادیِ شیعهٔ دوازده‌امامی تبدیل شد، تدوین کرد.

#### احضار به دمشق
به‌نقل از کلینی، احضار باقر به دمشق پس از مراسمِ حَجّ انجام گرفته‌است. بر مبنای این گزارش، هشام خودش در این مراسم شرکت داشته و به‌قصد اِرعابِ باقر، او و پسرش جعفر صادق را به شام احضار کرده‌است.
بر مبنای گزارش طبری، محمد باقر و جعفر صادق در دوران هشام بن عبدالملک به حج عزیمت کردند. جعفر صادق در مراسم حج، سخنرانی کرد و از جایگاهِ امامت پدرش دفاع نمود. خبرِ این سخنرانی به هشام بن عبدالملک — که در دمشق حکومت می‌کرد — رسید و به حاکم مدینه دستور داد تا پس از مراجعتِ محمد باقر و پسرش جعفر صادق، آنان را به دمشق بفرستد. حاکم چنین کرد. پس از رسیدن محمد باقر و پسرش به دمشق، خلیفه آنان را سه روز معطل گذاشت تا تحقیرشان کند. در روز چهارم مهمانی بزرگی ترتیب داد و درباریان را دعوت نمود. در این مهمانی محمد باقر و جعفر صادق نیز حضور داشتند. در طول این مهمانی، درباریان در مقابلِ هشام بن عبدالملک به تیراندازی مشغول بودند. هشام از محمد باقر دعوت کرد که در تیراندازی شرکت کند. باقر به بهانهٔ کهولت سن، از پذیرش دعوتِ هشام خودداری کرد ولی با اصرار هشام به‌ناچار پذیرفت. بر مبنای این گزارش، باقر تیر اول را به هدف زد و تیرهای بعد را تا نُه تیر به‌هم دوخت. هشام به تمجیدِ مهارت او در تیراندازی پرداخت و از زمان و کیفیتِ آموختنِ چنین تیراندازی پرسید. سپس پرسید آیا جعفر صادق هم به همان اندازه مهارت دارد. جواب باقر این بود که ما کمال و دین را به ارث می‌بریم. پاسخی که به بحثِ بیشتر دربارهٔ امامت منجر شد.
بنا به روایتِ دیگری که کلینی آن را ثبت کرده‌است، باقر هنگام ورود به مجلس هشام، برخلاف رسمِ متعارف، که خلیفه را با عنوان «امیرُالْمُؤمِنین» خطاب می‌کردند، بر همهٔ حاضران یک‌جا سلام کرد و بدون اجازهٔ هشام نشست. هشام او را سرزنش کرد که چرا مردم را به امامت خود می‌خوانید. بر مبنای این روایت، باقر از جایگاه اهل بیت به‌عنوان هادیان مردم سخن گفت و درضمن بر گذرا بودنِ حکومتِ امویان اشاره کرد. پس از این گفتگو، هشام محمد باقر را به زندان افکند. چندی بعد او را به‌همراه نگهبانانی که به آنان دستور داده بود به باقر آب و غذا ندهند، راهیِ مدینه کرد.

#### مناظره با دانشمند مسیحی
پس از آزادیِ باقر و فرزندش صادق و قبل از عزیمت‌شان به مدینه، مناظره‌ای میان باقر و یکی از علمای مسیحی در شام صورت گرفت. در این مباحثه، باقر به همهٔ پرسش‌های مطرح‌شده پاسخ گفت. عالِمِ مسیحی که قانع شده بود مجلس را ترک کرد. وقتی این خبر به گوش هشام رسید، برای خدشه‌دار کردنِ تأثیری که محمد باقر بر مردم گذاشته بود، به او اتهامِ گرایش به مسیحیت زد و دستور داد به مدینه برگردد.
سپس به فرماندار مدینه نوشت:
این دو پسرِ ابوتراب که به‌قصد مدینه از شام راه افتاده‌اند، ساحر بوده و به‌دروغ اظهارِ اسلام می‌کنند؛ زیرا آنان تحت تأثیر رُهبانانِ مسیحی قرار گرفته و به نَصارا گرایش پیدا کرده‌اند. من به‌خاطر قرابتی که با آنان دارم از آزارشان خودداری کردم؛ وقتی که آنان به مدینه آمدند به مردم بگو: «من از کسانی که با آنان معامله یا مصافحه کنند و بر آنان سلام دهند ذمّه‌ام را بریء می‌دانم؛ زیرا آنان از اسلام منحرف شده‌اند.»

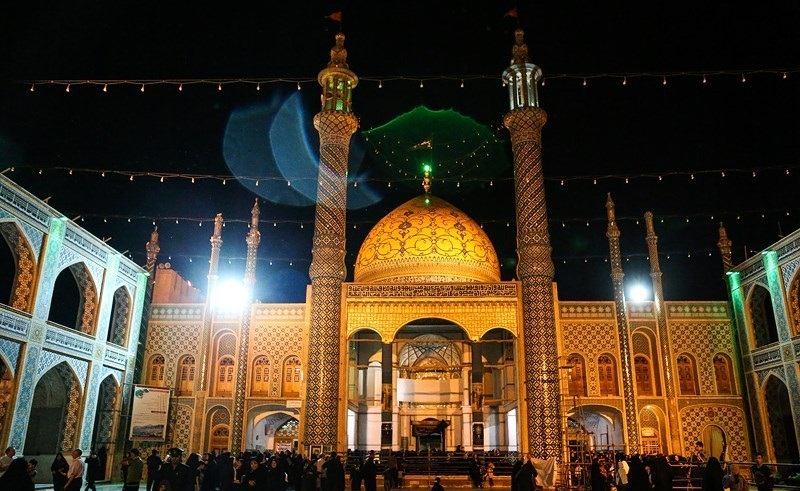
مقبرهٔ علی بن محمد باقر در کاشان

#### اختلاف‌ها

##### با کیسانیه
پس از درگذشت سجاد و با آغاز دورانِ امامت باقر، کیسانیّه فرقهٔ مهمی به‌شمار می‌آمد که مهم‌ترین شاخه‌اش هاشمیّه بود که خود را از پیروان ابوهاشم، فرزند محمّدِ حَنَفیّه، معرفی می‌کردند. به‌نوشتهٔ لالانی، ابوهاشم چه در محضر باقر و چه در حضور سلیمان، خلیفهٔ اموی، ادعای امامت و رهبری کرده و مدتی تبعید و زندانی بوده‌است. هنگامی که در سال ۹۸ ه‍.ق بدون فرزند درگذشت، کیسانیه به فرقه‌های مختلفی تقسیم شد. یکی از این فرقه‌ها که به‌نام راوَندیّه مشهور شدند، معتقد بودند ابوهاشم، محمد بن علی بن عبدالله بن عباس را به جانشینی خود انتخاب کرد. این فرقه عموماً امامت را از طریق محمد بن علی عباسی و پسرش ابراهیم تا خلفای عباسی پیگیری می‌کند.

##### با زیدیه
پس از درگذشت زین‌العابدین، اکثریتِ شیعیان بر فرزندش باقر به‌عنوان امام بعدی به توافق رسیدند، اما گروهی دیگر با فرزندِ دیگر سجاد، زید بن علی، توافق کردند و بعدها به زِیْدیّه معروف شدند. به‌گفتهٔ ابن خلکان، زید از مردم خواست تا از او حمایت کنند. از طرفی مسعودی، مورخ شیعی، می‌گوید که زید ابتدا از باقر مشورت خواست. باقر از او خواست روی حمایتِ مردم کوفه حساب نکند چون آنان قبلاً هم به اهل بیت خیانت کرده بودند. زید اما به نصیحتِ باقر گوش نسپرد و مردم را در یک شورشِ بی‌فرجام رهبری کرد. به‌نوشتهٔ شهرستانی، مورخ شافعی مذهب، مشاجره‌ای بین باقر و زید رخ داد بدین دلیل که زید تعلیمات واصِل بن عَطای مُعتَزِلی را سرمشق خود قرار داده بود. زید ادعا می‌کرد امام بودنِ «امام» بسته به این است که در میان مردم حضور پیدا، و حقش را مطالبه کند. در پاسخ، محمد باقر به زید گفت که بر مبنای این نظریه، امام بودنِ پدرشان، سجاد، که چنین مطالبه‌ای نکرده مخدوش خواهد شد. و این در حالی است که زید به امامتِ پدرش اذعان داشته‌است. در میان زیدیانِ معاصر اما گروهی با این دیدگاه مخالفند و سجاد را فقط مدعیِ امامت می‌دانند. آنان امامت را بعد از حسین بن علی متعلق به حسن مُثَنّیٰ موسوم به «رضا» و بعد از آن متعلق به زید می‌دانند.
به‌نوشتهٔ شهرستانی در اَلْمِلَلُ و النِّحَل، گروهی از شیعیان، امامت را پس از حسن مجتبی متعلق به فرزندش حسن مثنّیٰ، و بعد از او متعلق به فرزندش عبدلله می‌دانستند. در مقابل، گروه دیگری امامت را متعلق به حسین بن علی و سپس سجاد می‌دانند، زیرا دربارهٔ امامتِ او، نَصّ وارد شده‌است؛ آنگاه پس از سجاد دوباره دچار اختلاف شدند. شیعیانِ دوازده‌امامی به امامتِ فرزند سجاد، باقر معتقد شدند اما گروه دیگری از فرزندِ دیگرِ سجاد، زید پیروی کردند که بعدها به «زیدیه» معروف شدند. به‌نوشتهٔ قاضی نعمانِ اسماعیلی، زیدیه اعتقاد دارند هر یک از خاندان پیامبر که مردم را به اطاعت از خدا فراخوانَد، امام است و اطاعت از او واجب است.
در محافل شیعی، رابطهٔ محمد باقر با برادرش زید بن علی صمیمانه توصیف شده‌است. هرچند گفته می‌شود باقر او را از عواقبِ یک شورشِ نابهنگام علیه بنی‌امیه برحذر داشته‌است.
قیام زید سرانجام در سال ۱۲۲ ه‍.ق بعد از درگذشت محمد باقر صورت گرفت و با شکست مواجه شد.
به‌عقیدهٔ لالانی، باقر برخلاف زید به شمشیر نمی‌اندیشید بلکه به‌خاطر دانش گسترده، نسبِ بزرگ و شخصیتِ برترش، مردم به او جذب شدند. به‌علاوه نظریه‌های باقر دربارهٔ امامت که یک نوع امامتِ غیرانقلابی بود و قدرتِ سیاسی را لازمهٔ امامت نمی‌دانست، اثر ویژه‌ای بر مردم گذاشت و آنان را پیروانِ دائمیِ او و خانواده‌اش کرد.
به‌نوشتهٔ رسول جعفریان، مورخ شیعی، زیدیه از آنجایی که در جستجوی برگزیدگان خدا نبودند و به‌دنبالِ هر علوی‌ای که شمشیر دست گرفت، راه افتادند، نتوانستند در زمینهٔ تفسیر و فقه و حدیث به غنایی که شیعهٔ دوازده‌امامی دست یافت، دست پیدا کنند. آنان در فقه پیرو ابوحَنیفه و در کلام پیرو معتزله بودند؛ و در زمینهٔ سیاسی جز چند قیامِ شکست‌خورده — جز مورد طبرستان که به‌عقیدهٔ جعفریان در زیدی بودنِ رهبرانش تردید وجود دارد — نتیجهٔ چندانی نداشتند. این در حالی است که نتیجهٔ تلاش ائمهٔ شیعه، تدوینِ فقه جعفری بود.

### کشته شدن

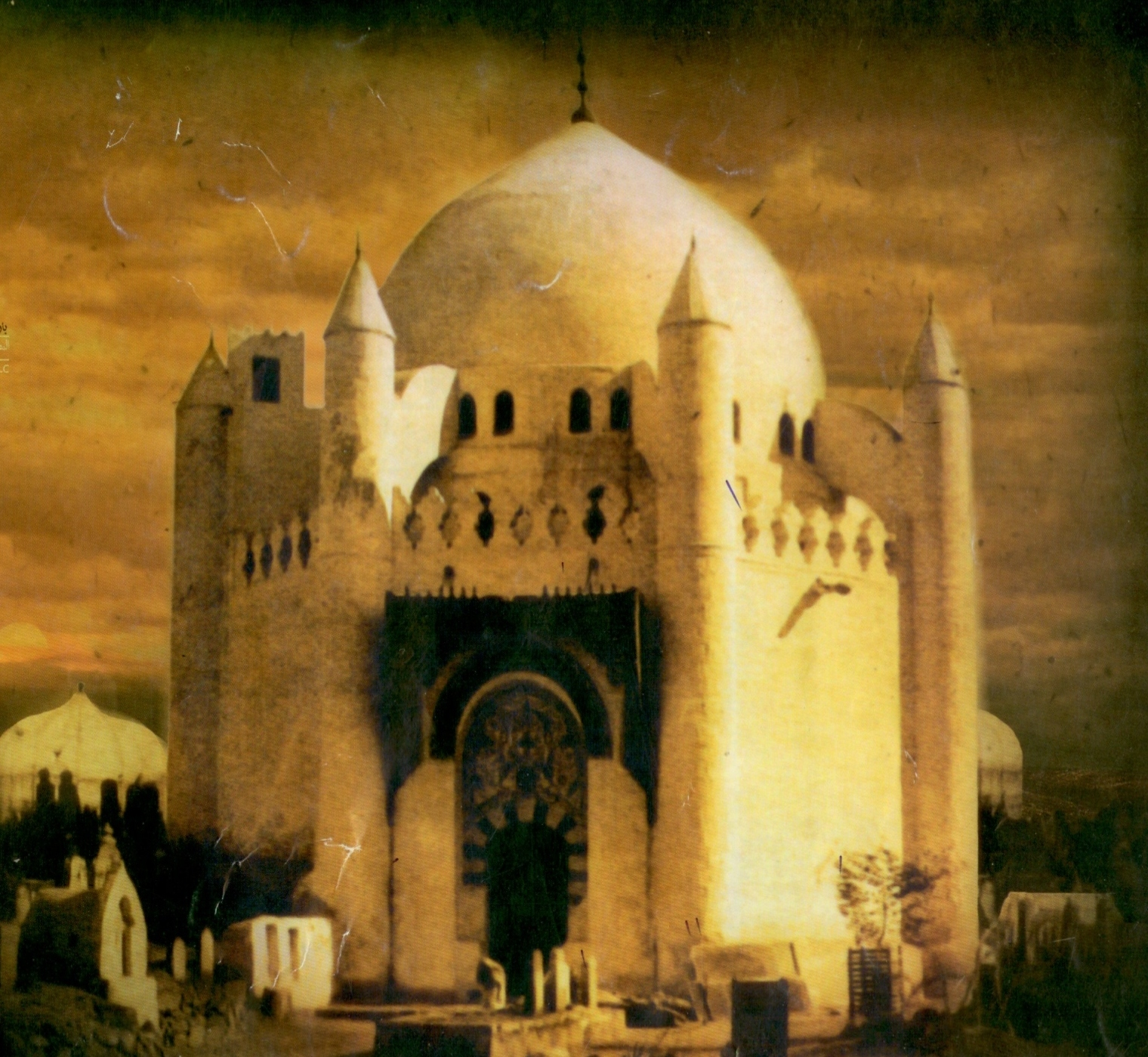
آرامگاه محمد باقر و سه امام دیگر شیعه پیش از تخریب

در تاریخ درگذشتِ محمد باقر اختلاف نظر وجود دارد. بیشتر مورخان سال ۱۱۴ یا ۱۱۷ ه‍.ق را ذکر کرده‌اند. اما منابعی چون تَواریخُ النَّبی و الْآل سال‌های ۱۱۵، ۱۱۶ و ۱۱۸ ه‍.ق را هم ذکر کرده‌اند. یعقوبی سال درگذشتش را ۱۱۷ ه‍.ق در سن پنجاه و هشت سالگی ذکر کرده‌است. دربارهٔ علت درگذشتش تردید وجود دارد. براساس روایتی، زید بن حسن پسرِ ارشدِ حسن مجتبی، پس از تلاشی ناموفق برای تصاحبِ میراث پیامبر، با محمد باقر اختلاف پیدا کرد و با زهرآگین کردنِ زینِ اسبی که باقر سوار بر آن از نزد هشام در دمشق به خانه بازمی‌گشت، او را مسموم کرد و باعث مرگش شد.
به‌نوشتهٔ کلبرگ، سایر منابع، هشام را مسئولِ مسمومیتِ باقر می‌دانند. او همچنین از سه گزارشِ دیگر یاد می‌کند که بر طبق آن‌ها، مسمومیت باقر بعد از مرگ هشام انجام گرفت. گزارش اول می‌گوید هشام قبل از اینکه موفق به مسمومیت باقر شود درگذشت. گزارش دوم در مُرُوجُ‌الذَّهَب می‌گوید باقر در زمان خلافتِ ولید بن یزید بن عبدالملک از دنیا رفت. گزارش سوم که به‌نقل از ابن بابویه بیان شده‌است، ابراهیم بن ولید را مسئول مسمومیت باقر می‌داند. ابن شهرآشوب و ابن طاووس همین گزارش اخیر را در آثارشان نقل کرده‌اند.

### دفن و آرامگاه

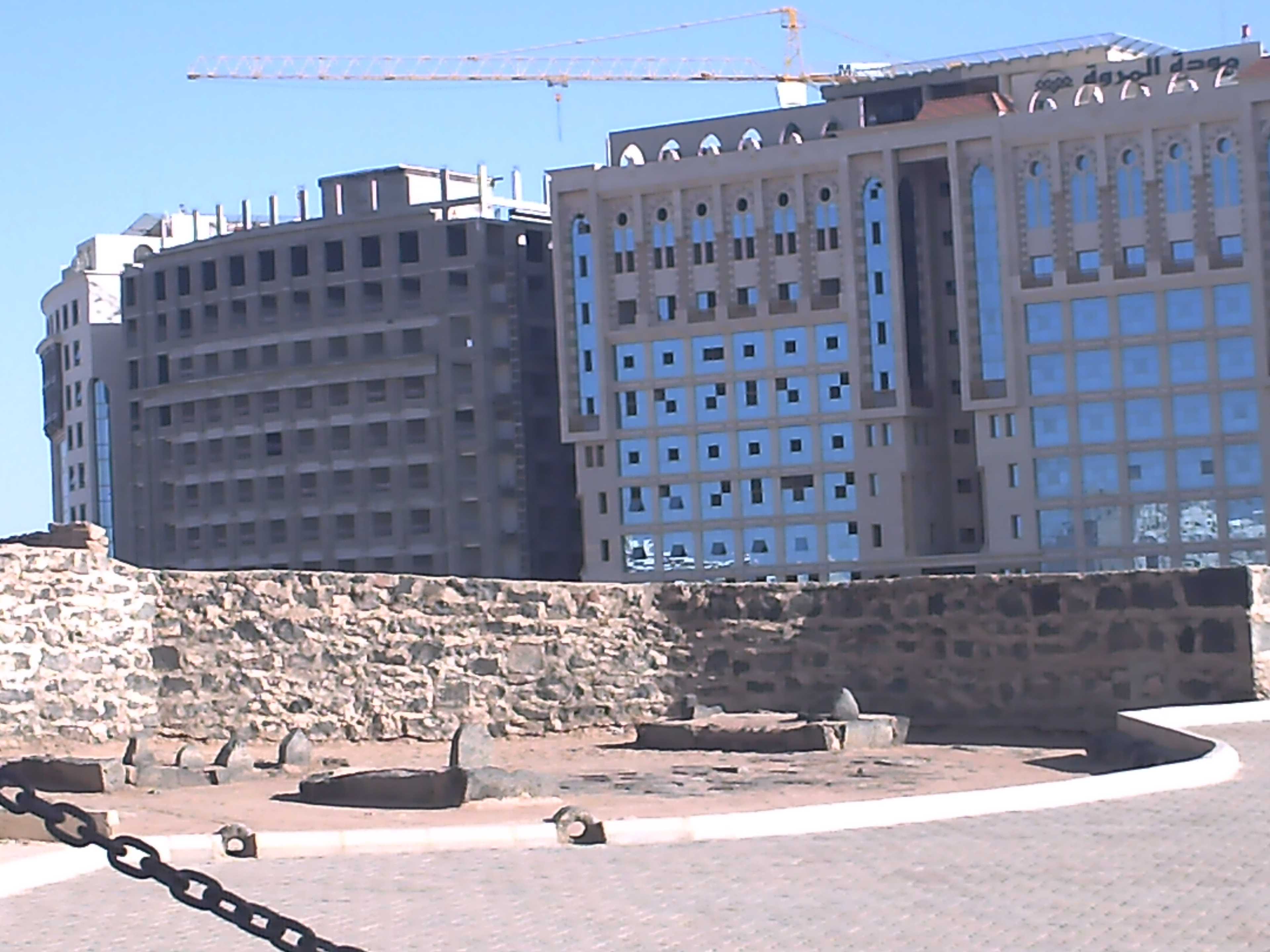
قبور ائمهٔ شیعهٔ مدفون در بقیع پس از تخریب

محمد باقر در قبرستان بَقیع در کنار قبر پدربزرگش، حسن مجتبی و پدرش، سجاد دفن شد. این مقبره که بعدها قبرِ فرزندش، جعفر صادق را هم در خودش جای داد، در جریانِ تخریبِ قبرستان بقیع به‌وسیلهٔ آل سَعود در سال ۱۹۲۵ م از بین رفت.
ضریح قبورِ این چهار امام یک بار هم پیشتر تخریب شده بود اما به‌دستور مُظَفَّرالدّین شاه و با نظارتِ وزیرِ اعظمِ شاه، امینُ‌السُّلطان، بازسازی شده بود. درحال حاضر ائمهٔ مدفون در این قبرستان دارای قبرهایِ سادهٔ بدون کتیبه هستند.

### جانشینی
بر طبق روایاتی که شیخ مفید و طَبرِسی نقل کرده‌اند، وصیتِ باقر مبنی بر جانشینیِ جعفر صادق، وصیتی آشکار بوده‌است و با توجه به ارشد بودنِ صادق در میان فرزندان، اختلافی بر سر جانشینیش صورت نگرفته‌است. به‌نوشتهٔ بعضی منابعِ اهل سنت از قبیل ملل و نحل، فرقهٔ باقریه، درگذشت محمد باقر را باور نداشتند و انتظارِ ظهورش را به‌عنوان «مهدی» می‌کشیدند. نیز از اقلیت کوچکی یاد می‌شود که معتقد بودند نَفْسِ زَکیّه نمرده و به‌عنوان امامِ موعود ظهور خواهد کرد. مُغَیْرَة بن سعید از مروّجان این نظریه بود. عده‌ای نیز به ابومنصور عِجْلی پیوسته و او را جانشین باقر می‌دانستند. (رجوع به بخش غلات)

## همسران و فرزندان
اُمِّ فَرْوه یکی از همسران محمد باقر است که جعفر صادق، امام ششم شیعه، و عبدالله از او متولد شدند. پدرِ ام فروه، قاسم بن محمد بن اَبی‌بَکْر و مادرش، اَسماء دختر عبدُالرَّحمٰن بن ابی‌بکر است. نام اصلیِ ام‌فروه، بنابر روایت مورخانی مانند شیخ صدوق و شیخ بَهایی «فاطمه» بوده‌است. اما بعضی مانند عَلّامه مجلسی آن را «قریبه» دانسته‌اند. برخی متقدّمان از سنی و شیعه چون ابن سعد و ابن عساکر و کلینی، همان «ام فروه» را نام اصلی‌اش می‌دانند.
نسبِ ام فروه از جانب پدر به اَسماء بنت عُمَیْس، همسرِ جعفر طَیّار می‌رسد. «ام حکیم»، دخترِ اُسَیْد بن مُغِیْره ثَقَفی، همسرِ دیگر باقر است. ابراهیم و عُبَیْدُالله از او به‌دنیا آمدند و هر دو در کودکی درگذشتند. علی و زینب و ام سَلَمه سه فرزند دیگرِ باقر هستند که مادرشان کنیز بود.
در تعدادِ فرزندانِ باقر اختلاف نظر وجود دارد. اِربِلی به نقل از ابن طَلحهٔ شافعی از سه پسر و یک دختر اسم می‌برد. مفید و طبرسی، از علمای شیعه، از پنج پسر و دو دختر اسم می‌برند. عَلَویِ عُمَری ضمن برشمردنِ شش پسر و سه دختر، از سومین دختر اسم نبرده و نام پسرِ ششم را — که با ابراهیم و عبیدالله از یک مادر بوده — زید ذکر کرده‌است. در آثار اهل سنت، طبقاتِ از ابن سعد و تَذکِرَةُ الْخَواصّ، از ابن جوزی، ضمن برشمردن شش فرزند برای باقر، بر این مطلب صحّه می‌گذارند که وی فرزندی به‌نام عبیدالله نداشته‌است. ابن سعد تعداد فرزندان را دو دختر و چهار پسر می‌داند. منابعی چون إعْلامُ الْوَریٰ و کَشْفُ الْغُمَّة بر این مطلب صحه می‌گذارند که باقر دو دختر نداشته‌است، بلکه «زینب» و «ام سلمه» در حقیقت دو نام برای یک دختر است. به‌نوشتهٔ علوی عمری، نسل باقر تنها از طریقِ صادق ادامه پیدا کرده‌است.

## ویژگی‌های ظاهری و اخلاقی
به‌نقل از ابن شهرآشوب، عالم شیعه، محمد باقر لاغر، میانه بالا، دارای پوستی ظریف و موهایی مُجَعَّد توصیف شده‌است. او صدایی زیبا داشت و بر گونه‌اش خالی دیده می‌شد. محمّد بن مُنْکَدِر او را تنومند توصیف کرده‌است. به‌نوشتهٔ منابعِ شیعی چون کلینی، باقر پوشیدنِ لباس خوب و خوردنِ غذای لذیذ را از خود و خانواده‌اش دریغ نمی‌کرد و این رفتار، در زمانه‌ای که گرایش‌های ترکِ دنیا رواج پیدا کرده بود، جلب توجه می‌کرد.
باقر با اینکه به‌گفتهٔ ذَهَبی، عالم اهل سنت، دانش و سَروَری و رفتارِ صحیح را یک‌جا جمع کرده بود، در گرمای حجاز برای کسب روزی هم‌پای خدمتکارانش در مزرعه کار، و انگیزهٔ این کار را اطاعتِ خدا و بی‌نیازی از مردم عنوان می‌کرد.
به‌نوشتهٔ شیخ مفید، عالم شیعه، باقر هرگز از بخشندگی به برادران، و کسانی که به ملاقاتش آمده بودند، و به کسانی که امید و اعتمادِ خویش را بر او بسته بودند، خسته نمی‌شد.
بنابر روایتی که محمدباقر مجلسی از جعفر صادق نقل کرده، محمد باقر از دیگر افرادِ خاندانِ خویش درآمد کمتر اما هزینهٔ بیشتری داشته‌است. او از اقوامش با غذای خوب پذیرایی می‌کرد و به آنان لباس‌های نیکو می‌بخشید. همچنین به خدمتکارانش در کارهای دشوار یاری می‌رساند. به‌نقل از مجلسی هرگاه می‌خواست به سائلی کمک کند به‌جای «یا سائل» او را با نام «یا عبدالله» (ای بندهٔ خدا) خطاب می‌کرد. به‌نقل از ابن عساکر و اِبن قُتَیْبه، با اینکه از بیماریِ فرزندش غمگین بود، به‌هنگام مرگش جَزَع و فَزَع نکرد چون این کار را مخالفت با خدا می‌دانست.
نقش انگشتریش — که به‌نوشتهٔ رسول جعفریان، درواقع شعارِ ائمه در مقابله با مشکلاتِ زمان بوده — «اَلْعِزَّةُ لِلّه جَمیعا» بوده‌است.
به‌روایت ابن عساکر، این نقش «اَلْقُوَّةُ لِلّه جَمیعا» بوده‌است.

## آرای دینی و کلامی

### نظریه امامت
به‌نوشتهٔ ارزینا لالانی، از نظر محمد باقر، امامت همانند نَبُوَّت امری الهی است و در قرآن تبیین شده‌است. باقر همچنین با استفاده از احادیث پیامبر که بر «شباهت و قرابتِ» علی و محمد تأکید دارند، این مسئله را روشن می‌سازد. محمد باقر بر نَصّ تأکید می‌کرد و معتقد بود امام، مرجعیتِ خود را از خداوند می‌گیرد نه از یک عاملِ انسانی یا بیعت. بدین ترتیب علمِ حقیقی منحصر به امامانِ خاندانِ پیامبر می‌شود، و نه همهٔ اعضای آن؛ و مسلماً به همهٔ امّتِ پیامبر نیز تسرّی نمی‌یابد. بنابر نظریه باقر، اینکه امامت بنابر حکمِ الهی و از یک امام به امام بعدی منتقل می‌شود، نخستین بار توسط پیامبرِ اسلام مطرح شد که در حدیثی، اسامیِ امامانِ دوازده‌گانه را فهرست کرد. بعد از آن، هر امام به‌نوبهٔ خود امام بعدی را به جانشینیِ خویش تعیین کرد. بر اساس این نظریه، ائمه علم ویژه‌ای دارند که آنان را از مردمِ عادی متمایز می‌کند. آنان اولیایِ معنویِ جامعه هستند که شایسته‌است هدایتِ سیاسیِ جامعه را برعهده گیرند. سرچشمهٔ اظهاراتِ فقهی و عقیدتیِ هر یک از امامانِ شیعه — که از آن به‌عنوان «حدیث» یاد می‌شود — از طریق ائمهٔ پیشین به پیامبر اسلام متصل می‌شود.

#### مبانی قرآنی
دربارهٔ مبانی قرآنیِ امامت از نظر محمد باقر، از منابع شیعی این‌طور برمی‌آید که باقر تأکید زیادی بر آیهٔ ولایت (آیهٔ ۵۵ سورهٔ مائِده) داشته‌است. این آیه بسته به اینکه واو در شروع عبارتِ «وَ هُمْ رَاکِعُونَ» واو حالیه باشد یا واوِ عطف، به دو گونهٔ مختلف ترجمه می‌شود. در ترجمهٔ دوم، همهٔ مؤمنان شایستگی دارند «ولیّ» باشند ولی در ترجمهٔ اول، فقط کسانی ولی هستند که درحال رکوع زکات می‌دهند؛ که به‌اعتقاد باقر اشاره به علی بن ابی‌طالب دارد.
به‌گونه‌ای که در منابع شیعه آمده‌است، به‌نظر محمد باقر، پیامبر اسلام از توضیح و تبیینِ آیهٔ ولایت برای مردم اکراه داشته‌است؛ اما مردم همان‌طور که انتظار داشتند پیامبر احکامی چون نماز و زکات و حج را — که در قرآن به آن اشاره شده‌است — برای مردم تبیین کند، در این مورد هم انتظارِ توضیح داشتند. ولی پیامبر از بیمِ اینکه مبادا مردم مُرتَدّ شوند، زیر بارِ توضیح نرفت. به‌اعتقاد شیعه، در همین هنگام بود که آیهٔ ۶۷ سورهٔ مائده نازل شد: «ای پیامبر آنچه از پروردگارت بر تو نازل شده‌است [به مردم] برسان. اگر چنین نکنی، رسالتِ او را به‌جا نیاوردی؛ خدا تو را از مردم حفظ می‌کند…» به‌عقیدهٔ باقر، پیامبر در غدیرِ خُم این فرمانِ خداوند را به‌جا آورد.
به‌اعتقاد باقر، چنان‌که در منابع شیعی آمده‌است، در روز غدیر خم و بعد از انتصابِ علی بن ابی‌طالب به امامت بود که آیهٔ سوم سورهٔ مائده نازل شد.
آیهٔ دیگری که محمد باقر در تبیینِ امامت به آن استناد می‌کند آیهٔ اولوالامر (آیه ۵۹ سورهٔ نِساء) است که در آن اطاعت از «اُولُوالْاَمر» در کنار اطاعت از خدا و رسولش واجب شده‌است. تفسیر باقر از «اولوالامر» اهل بیت پیامبر است.
به‌عقیدهٔ باقر، قرآن نه‌تنها اطاعت از ائمه را واجب کرده، بلکه بر مبنای آیهٔ مَوَدَّت (آیهٔ ۲۳ سورهٔ شوریٰ)، دوستیِ آنان را هم به مؤمنان توصیه کرده‌است. و تأکید می‌کند که در قیامت همهٔ مردم را به امامان‌شان فرا می‌خوانند. محمد باقر همچنین با پیش کشیدن آیهٔ تَطهیر به بحث دربارهٔ عِصمَتِ ائمه می‌پردازد. او امامت را یکی از فَرایِضِ دین و ستونش می‌داند. محوری که ستون‌های دیگر بر گردِ آن در حرکتند. باقر همچنین از ائمه به‌عنوان «نور» اسم می‌برد و تأکید دارد که دانش و هدایتِ حقیقی در نزد آنان است.

#### مبانی حدیثی
دلایل باقر دربارهٔ الهی بودنِ امامت بیشتر بر پایهٔ قرآن است، اما در تکمیلِ نظریاتش از احادیث فراوانی منقول از پیامبر هم استفاده کرده‌است. لالانی از این میان، احادیثی را انتخاب کرده که مورد تأیید شیعه و غیرشیعه است هرچند تفسیرِ این احادیث نزد این دو گروه یکسان نیست. مهم‌ترین حدیثی که باقر در تأییدِ امامتِ ائمه به آن استناد کرده، حدیث غدیر است. بر طبق این حدیث، پیامبر از مردم پرسید: «مَن أَوْلَی بِکُم» یعنی «چه کسی به شما نزدیک‌تر و سزاوارتر است؟» مردم پاسخ دادند خدا و پیامبرش بهتر می‌دانند. سپس پیامبر با اشاره به آیهٔ ششم سورهٔ اَحزاب پرسید مگر من به شما سزاوارتر و نزدیک‌تر از خودتان نیستم؟ مردم پاسخِ مثبت دادند. پیامبر سپس دستِ علی را بالا گرفت و گفت «مَن کُنتُ مَوْلیٰ فَعَلیٌّ مَوْلاه» یعنی «هرکه من مولای او هستم، علی نیز مولای اوست».
حدیث دیگری که محمد باقر برای اثباتِ امامت علی بن ابی‌طالب از آن استفاده می‌کند، گفتهٔ پیامبر خطاب به علی است که «یا علی، تو برای من مانند هارون نسبت به موسی هستی، جز آنکه بعد از من پیامبری نیست.»
حدیثِ دیگری که در اثباتِ وجوبِ امامت مورد استفادهٔ محمد باقر است، روایت «هرکس بی امام بمیرد به جاهلیت مرده‌است» است. محمد باقر برای اثباتِ گزینشِ امام توسط خداوند، به داستان ابراهیم اشاره دارد که خداوند ابتدا او را به‌عنوان «عَبد»، سپس به‌عنوان «پیامبر»، سپس به‌عنوان «رسول»، بعد به‌عنوان «دوست» و در نهایت به‌عنوان «امام» پذیرفت. در این هنگام ابراهیم پرسید آیا این فضیلت به نسلِ او هم می‌رسد که خداوند در پاسخ گفت آنان که گمراه شوند از آن نصیبی نخواهند داشت.

#### مؤلفه‌های امامت
محمد باقر از «نصّ، علم، نور و عصمت» به‌عنوان مؤلفه‌های ضروریِ امامت نام می‌برد.
در این میان نص به‌نوبهٔ خود ملزوماتی داشت که به‌عقیدهٔ لالانی راه را بر سوءاستفادهٔ مدعیانِ دروغینِ امامت می‌بست؛ زیرا نص علاوه بر اینکه به‌عنوان انتصابِ صریحِ امام توسط خداوند تعریف می‌شد، بر مبنای حدیثی از باقر فقط در نسلِ پیامبر ادامه پیدا می‌کرد. این ویژگیِ موروثی بودن، نوعی محدودیت ایجاد می‌کرد تا همهٔ مدعیانِ نصّ، به‌راحتی نتوانند به رهبری و امامت دست پیدا کنند. طومارهای دینیِ سِرّی و سلاحِ پیامبر از جمله دیگر ملزوماتِ نص به‌شمار می‌رفت و از یک امام به امام بعدی منتقل می‌شد. محمد باقر اهمیتِ این سلاح‌ها برای مسلمانان را هم‌سنگِ اهمیتِ تابوتِ عَهد برای بنی‌اسرائیل می‌دانست. از دیگر ملزوماتِ نص در دیدگاه محمد باقر، علمِ خاص و ویژه‌ای بود که دریافت‌کنندهٔ نص آن را به ارث می‌برد. علمی که سرچشمه‌اش علی بن ابی‌طالب است و در زبان پیامبر با عبارتِ «من شهرِ علمَم و علی در آن است» توصیف شده‌است. از نظر باقر علمی که به آدم داده شد با مرگش از بین نرفت، بلکه از نسلی به نسل دیگر منتقل شد. بر مبنای این نظریه، پیامبرِ اسلام وارثِ علمِ تمامِ پیامبران پیشین است. پیامبر سپس این علم را به علی داد که علی هم به‌نوبهٔ خود آن را برای ائمهٔ بعدی به ارث گذاشت؛ بنابراین امامتی که باقر از آن سخن می‌گوید مبتنی بر علم است نه قدرتِ سیاسی، هرچند آن را نیز حقِّ ائمه می‌دانست. باقر برای پرهیز از سردرگمی، میان نَبیّ و رسول و مُحدَّث (امام) فرق می‌گذارد و مرتبهٔ هر یک را از جهت چگونگیِ اتصال به عالَمِ بالا متفاوت توصیف می‌کند. بنابر احادیث دیگری که از باقر روایت شده‌است، به‌نظر می‌رسد نص، افزون‌بر علم، مُتَضَمِّن نور هم بوده‌است. این نور که از آن به‌عنوان «نور خدا» نام برده می‌شود، بنابر تفسیر باقر در آیهٔ ۸ سورهٔ تَغابُن، همان نورِ امامان است: «و به خدا و فرستاده‌اش ایمان بیاورید و به نوری که فروفرستادیم.»

### توحید
از روایات باقی‌مانده از باقر این‌طور برمی‌آید که پیروانش را نصیحت می‌کرده‌است که دربارهٔ صُنعِ خداوند بحث کنند اما دربارهٔ خودِ خداوند نه. بدین دلیل که خداوند فراسوی تخیُّلِ بشر است و بحث در این‌باره به تشویش ذهنیِ سخنگو می‌انجامد. «تخیّل چگونه تواند او را دریابد که وی به‌کلی متفاوت از آن چیزی است که در محدودهٔ عقل بگنجد، و نیز متفاوت از آن چیزی است که تخیّل بتواند تصور کند؟ او را تنها باید به‌عنوان ذاتی که ورای عقل و فراسوی هر حدی است تصور کرد». «دیدگان او را درنیابند و او دیدگان را دریابد». باقر همچنین در پاسخ به یکی از خوارج که از او پرسید «آیا خداوند را دیده‌است»، گفت: «با آنکه دیدگان او را نمی‌بینند، قلب می‌تواند به‌حقیقتِ ایمان، او را ببیند. او را نه به‌قیاس می‌توان شناخت، نه به‌حواس می‌توان دریافت، نه می‌توان به انسان‌ها تشبیهش کرد. او را با آیاتِ قرآن می‌توان وصف کرد و از روی نشانه‌ها شناخت.»

### مفهوم ایمان
محمد باقر برای توضیح مفهوم «ایمان» از آیهٔ ۱۴ سورهٔ حُجُرات کمک می‌گیرد که: «اعرابِ [بادیه‌نشین] گفتند: ایمان آوردیم. بگو: ایمان نیاوردید؛ بهتر است بگویید اسلام آورده‌ایم، زیرا که هنوز ایمان در دل‌هایتان داخل نشده‌است.» بنابراین در نظر باقر ایمان شامل اسلام می‌شود ولی برعکسش درست نیست. باقر با ترسیمِ دو دایرهٔ هم مرکز، دایرهٔ خارجی را اسلام و دایرهٔ داخل را ایمان می‌نامد. بر این اساس یک مسلمان لزوماً مؤمن نیست اما برعکسش درست است. بر این اساس، باقر فردِ مسلمان را کسی می‌داند که از کُفر بیرون آمده و با ایمان ارتباط یافته‌است. در همین رابطه شخصی از او پرسید آیا کسی که به یگانگیِ خداوند و رسالتِ محمد گواهی دهد مؤمن است؟ باقر از او پرسید پس فرایض چه می‌شود؟ محمد باقر مهم‌ترینِ این فرایض را امامت می‌داند که باقیِ فرایض بر گردِ آن می‌چرخند. بر این اساس، در نظر باقر، ولایتِ امامان و اطاعتِ کامل از امام زمان، ارتباط مستقیمی به ایمان پیدا می‌کند و اینکه ایمان هم قول است و هم عمل. در همین رابطه باقر به‌شدت با مرجئه که عمل را جزءِ ایمان به‌حساب نمی‌آوردند، برخورد می‌کند چون معنای سیاسیِ اعتقادِ آنان این بود که حاضر بودند حاکمیتِ حکامِ زمان‌شان را — هرچند اعمال‌شان آلوده به گناه باشد — بپذیرند. بر همین اساس باقر می‌گوید «مؤمنی که کامل‌ترین ایمان را دارد کسی است که بهترین خُلق و خوی را دارد.» و در جای دیگری، صبر، یقین، عدل و جِهاد را از ارکانِ ایمان به‌حساب می‌آورد. همچنین باقر ایمان را متغیر می‌داند که با درک علم و اصلاحِ عمل افزایش یا کاهش می‌یابد. محمد باقر علم را درصورتی برای این منظور مثبت ارزیابی می‌کند که برای اصلاحِ عمل از آن استفاده شود. از نظر باقر ایمانِ قوی‌تر به‌نوبهٔ خود علم را عمیق‌تر می‌کند و علمِ عمیق‌تر باعثِ تهذیب عمل می‌شود. بدین ترتیب از نظر باقر، علم و عمل و ایمان به یکدیگر وابسته‌اند.
از نظر محمد باقر، ایمان بر پنج پایه استوار است: نماز، زکات، حج، روزه و ولایت. باقر «ولایت» را مهم‌ترین اصل و کلیدِ ورود به اصول دیگر می‌داند، زیرا از نظر او منحصراً این «والی» است که از صلاحیتِ هدایتِ مردم به نماز و روزه و حج و زکات برخوردار است.

### قضا و قدر
در زمانِ خلافت امویان گروهی استدلال می‌کردند که چون خداوند از پیش، هر چیزی را مقدر کرده‌است، از ارتکابِ گناه چاره‌ای نیست. از جهت سیاسی، این استدلال نوعی توجیهِ حکومتی به‌حساب می‌آمد. بدین معنا که از جانبِ امویان این‌طور تبلیغ می‌شد که خداوند حکومتِ آنان را مقدّر کرده‌است و مخالفت با آن روا نیست. در مقابلِ این برداشتِ حکومتی، عدهٔ دیگری از آزادیِ ارادهٔ انسان دفاع می‌کردند و او را مسئول کارهایش می‌دانستند. گروه سومی بر این باور بودند که حَسَنات و نیکی‌ها از جانب خداوند است و سَیِّئات و بدی‌ها از جانب خَلق. بنابر روایتی از محمد باقر، خداوند در یکی از کتاب‌های آسمانی‌اش آورده‌است که «من خوب و بد، هر دو، را آفریدم. پس خوشا بر آنان که از آنان نیکی سر می‌زند، و بدا به‌حال آنان که بدی از آنان سر می‌زند…» همچنین از باقر روایت شده که در جای دیگری می‌گوید «خداوند مهربان‌تر از آن است که آفریدگانِ خویش را مجبور به گناه کند و سپس آنان را عقوبت نماید؛ و خداوند تواناتر از آن است که چیزی را اراده کند و آن چیز تحقق نیابد.» باقر در واقع در میان جبر و اختیار، قائل به منزلتِ سومی بود که وسعتش «فراخ‌تر از فاصلهٔ میان آسمان و زمین» است. وقتی از فرزندش، جعفر صادق، در این‌باره پرسیدند، پاسخ داد «لا جَبْرَ وَلا اِختیارَ بَلْ مَنْزِلَةٌ بَینَ الْمَنْزِلَتَین» یعنی «نه جبر است و نه اختیار، بلکه منزلتی است میان این دو» که از نظر صادق حقیقت این موضوع را کسی جز عالِم و تعلیم‌یافته از عالم نمی‌داند.
به‌عقیدهٔ صادق خداوند به مخلوقات دستوری نمی‌دهد مگر اینکه به آن‌ها توانایی انجام دادنِ آن دستور را عطا کند، هرچند بدون اجازهٔ او قادر به انجام آن نیستند. بر این اساس، حکمِ خداوند بر برخی چیزها به‌صورت قطعی قرار می‌گیرد، اما برخی دیگر بر عهدهٔ انسان قرار می‌گیرند. این دیدگاه بعدها کاربرد زیادی پیدا کرد و به «اَمراً بَینَ الْاَمرَیْن» شهرت یافت.

### تقیّه
از روایات به‌جامانده از باقر پیداست که تَقیّه در آن روزگار مورد بحث بوده‌است.
در نظر محمد باقر، تقیه، یعنی «از روی احتیاط خود را به صورت غیر نمودن»، نسبت مستقیمی با علم و ایمان دارد، چنانچه وقتی یکی از اصحابش این قولِ حسن بَصْری که «کسانی که دانش خود را مخفی می‌دارند [یعنی اهل تقیه]، در جهنم با ریحِ خود مایهٔ آزار مردم می‌شوند» را برای محمد باقر بازگو کرد، باقر در پاسخ گفت در این صورت باید همهٔ مؤمنانِ خاندانِ فرعون نابود می‌شدند. محمد باقر در روایتی تقیه را مستوجب پاداش، و در روایت دیگری عمل نکردن به تقیه را موجب گناه می‌داند. به‌نوشتهٔ لالانی از روایت اول این‌طور استنباط می‌شود که مؤمن بهتر است تقیه کند، ولی در روایت دوم تقیه واجب شمرده می‌شود. همچنین جعفر صادق، از قولِ باقر نقل کرده‌است که «تقیه دین من و دینِ نیاکان من است. هر که به تقیه نپردازد، ایمان واقعی ندارد. آن که امر ما را — یعنی سِرِّ ما را — فاش سازد مانند کسی است که ما را انکار کرده باشد.» بر مبنای این روایت باقر، تقیه را از ضروریات ایمان می‌داند. باقر در واقع بقای شیعه و امامانِ شیعه را مشروط به انجامِ تقیه می‌داند.
از جنبهٔ سیاسی، تقیه رابطهٔ مستقیمی با مسئله امر به معروف و نهی از منکر داشت. به‌موجب حدیثی از باقر وی ضمن اعتقاد به قیامِ مسلحانه درصورت لزوم، زمانه‌اش را مهیای چنین قیامی نمی‌دانست. باقر ازاین‌رو نظرش با نظرِ معتزله — که اعتقاد داشتند امر به معروف و نهی از منکر را اگر شده به‌زور باید به‌اجرا گذاشت — حداقل در وضعیتِ آن روز یکسان نبود. به‌عقیدهٔ لالانی اینکه بر مبنای حدیثی از ابن سعد، عالم اهل سنت، محمد باقر، ابوبکر و عمر را از خلفای راشدین می‌دانسته‌است، می‌توانسته از روی تقیه باشد چنان‌که برخی کوفیان چنین نظری داشتند. بدین دلیل که معنای ضمنیِ شهادتِ باقر بر اینکه پیامبر اسلام، علی را صراحتاً به‌عنوان جانشین خود انتخاب کرده، می‌تواند این باشد که جانشینیِ آن دو مشروعیت نداشته‌است. به‌عقیدهٔ لالانی مفهومِ تقیّه برای مسلمانانِ صدرِ اسلام ناشناخته نبوده‌است. چنان‌که آیهٔ ۱۰۶ سورهٔ نَحْل که به‌نظر همهٔ مفسران دربارهٔ عَمّار بن یاسِر نازل شده‌است، تصریح دارد که اظهارِ بی‌ایمانیِ عمّار او را از دایرهٔ دین خارج نکرده‌است چنان‌که پیامبر اسلام از او خواست «اگر تو را شکنجه کردند و عذاب دادند، همان را که به آنان گفته‌ای تکرار کن».

## موقعیت علمی و روایی
در محافل غیرشیعی محمد باقر را از معتمدترین مراجعِ حدیث نبوی می‌دانند. عنوان «ثِقَة» — که بالاترین درجهٔ اعتماد به یک محدث است — به او داده شده‌است. نام محمد باقر و پسرش صادق در اسنادهای کتاب‌های اهل سنت چون اَلْموطَأ مالک، تاریخ و تفسیر طبری، مُسندِ ابن حَنبَل و اَلرِّسالَة شافعی ذکر شده‌است. به‌نقل از حِلیةُ الْاولیاءِ ابونعیم اصفهانی آمده‌است که بزرگ‌ترین علمای عصرِ باقر به او به دیدهٔ رعب و احترام می‌نگریسته‌اند چنانچه از عبدالله بن عطاء مکی نقل شده که گفته هرگز ندیده‌است علما در حضور کسی آنچنان احساس حقارت کنند که در برابر ابوجعفر — محمد باقر — احساس کوچکی می‌کنند؛ چنان‌که حَکَم بن عُتَیْبه، محدث معروف، با وجود سالخوردگی و مقامش، در حضور ابوجعفر چون شاگردی نزد استاد بود. از محمد بن منکدر، عالم معروف غیرشیعی روایت شده‌است که هیچ‌کس را برتر از زین‌العابدین ندیده تا هنگام که فرزندش محمد بن علی را دیده‌است. به‌عقیدهٔ لالانی با وجود اعتباری که نوشته‌های غیرشیعی به محمد باقر می‌دهند، احادیثی که از او روایات می‌کنند موقعیت برجسته‌ای ندارد.
در دیدگاهِ اهل سنت، باقر به‌عنوان یک مرجع دینی و فقیه و مفسّرِ قرآن به‌حساب می‌آید که در زمینهٔ فقه و الهیّات بحث‌هایی هم با ابوحنیفه داشته‌است. اگرچه در منابع اهل سنت، باقر یک عالم دینیِ تراز اول و از راویان مورد وثوق به‌شمار می‌رود، اما در مقایسه با منابعِ شیعه، احادیث بسیار کمتری از او نقل شده‌است. انتقاد اهل سنت به باقر این بوده که احادیث نقل‌شده از او، یا از قول کسانی بوده‌است که پیش از او از دنیا رفته بودند، یا باقر در آن زمان نوزادی بیش نبوده‌است.
در واقع باقر، بسیاری از احادیث را بی آنکه به پیامبر نسبت دهد روایت می‌کرده‌است و این از نظر شیعه پذیرفته بوده‌است زیرا او را امامِ معصوم و جانشینِ پیامبر می‌دانستند که دانشِ خود را به‌واسطهٔ پدرانش از پیامبر دریافت می‌داشته‌است. دلیل دیگر این بود که بیشتر راویانِ باقر، شیعیان — یا به‌تعبیرِ اهل سنت، رافِضیان — بودند و اهل سنت نقلِ حدیث از رافضیان را منع کرده بودند. با این وجود ابوحنیفه درحالی‌که بیشتر احادیثِ وارده از اهل سنت را نمی‌پذیرفت، احادیث زیادی از طریقِ باقر و دیگر ائمه روایت کرده‌است. همچنین ذهبی از عَمرْو بن دینار، اَعمَش، اوزاعی، ابن جُرَیْح و قُرَّة بن خالد، به‌عنوان کسانی از باقر حدیث نقل کرده‌اند، نام می‌برد. همین‌طور ابوزهره از سُفیان ثَوْری، سفیان بن عُیینَة — محدث مکه — و ابوحنیفه به‌عنوان کسانی که از علم باقر استفاده کرده‌اند، یاد می‌کند. طبری، باقر را مرجع ابن اسحاق در نقل سیره می‌داند و خودش هم برخی داستان‌های کربلا را از قول باقر نقل کرده‌است.

### علم فقه: پایه‌گذاری فقه شیعه
از باقر به‌عنوان کسی یاد می‌شود که مبانی فقهی و اعتقادیِ شیعه را بنیان‌گذاری کرد. این مبانی بعداً به‌طور نظام‌مند به‌وسیلهٔ پسر و جانشینش، جعفر صادق شرح داده شد.
بنابر روایتی از جعفر صادق، «پیش از ابوجعفر — محمد باقر — شیعه مناسکِ حج را نمی‌دانستند و نیز نمی‌دانستند چه چیزی برایشان حلال و چه چیزی برایشان حرام است. اما ابوجعفر اینها را برایشان گشود و مناسک حج و آنچه حلال بود و آنچه را حرام بود برایشان توضیح داد. بدین ترتیب مردم به آنان — یعنی شیعه — احتیاج پیدا کردند، و حال آنکه پیشتر آنان به مردم محتاج بودند.» به‌عقیدهٔ لالانی بعد از قرآن، احادیث محمد باقر و پسرش، ستون فقراتِ فقهِ شیعه را تشکیل می‌دهند. این مکتبِ فقهی فقط بر احادیثی که از اهل بیت روایت شده بود و امامان شیعه بر آن صحّه گذاشته بودند، تکیه داشت. مشخصهٔ دیگرِ مکتب فقهیِ باقر مخالفت آن با استدلالِ قیاسی (تمثیلی) و رأی و استنباطِ شخصی بود. به‌نوشتهٔ لالانی، البته این بدان معنا نبود که باقر با استفاده از عقل در تصمیمات فقهی مخالف بود، بلکه برعکس عقل را قوهٔ فائقه‌ای می‌دانست که مردم به‌وسیلهٔ آن خدا را پرستش می‌کنند و خیر را از شرّ تشخیص می‌دهند. آنچه باقر با آن مخالف بود، استدلال جدلی و رأی شخصی بود که صرفاً جنبهٔ جدلی و تفنّنی داشت و بر اساس منبع مستندی نبود. از میان چهارپایه‌ای که فقه اسلامیِ زمان بر آنها تکیه داشت — یعنی قرآن، سنتِ پیامبر، اجماع علمای امت و قیاس — باقر توجهی به دو اصلِ آخر نداشت چون از نظرش این امام است که در هنگام اختلاف به‌عنوان مفسری موثَّق واردِ معادله می‌شود، وگرنه او نیز قرآن و سنت را به‌خودی خود به‌عنوان منابعِ فقه کافی نمی‌دانست.
برخی احکامِ دینی نظیر شمولِ «حَیَّ عَلیٰ خَیْرِ الْعَمَل» به‌عنوان بخشی از اذان، ممنوعیتِ مَسْح بر پاپوش و مشروعیتِ مُتْعه را به باقر نسبت می‌دهند.

### علم حدیث
از اقداماتِ اساسیِ محمد باقر، پی‌ریزیِ علمِ حدیث بود. در پیِ انحرافاتی که پس از درگذشت پیامبر به‌وجود آمد و جلوگیری از تدوین احادیث که توسط خلفا صورت گرفت، مسلمانان در احکام و اعتقادات با اختلافات و معضلاتی مواجه شدند.
نَسائی از محدّثان بزرگ اهل سنت، ضمن اینکه باقر را از «فقهای بزرگِ تابِعین» می‌داند، معتقد است همهٔ حافظانِ حدیث در استناد و احتجاج به قول او اتفاق دارند. ابونعیم اصفهانی، ذهبی و ابن شهرآشوب از این افراد به‌عنوان راویان محمد باقر نام برده‌اند: اوزاعی، اَعْمَش، ابن جُرَیْج، عَطاء بن اَبی‌رَباح، حَجّاج بن اَرطاة، رَبیعَةُ الرَّأی، عَمْرو بن دینار، محمد بن شهاب زُهری، جابِر بن عبدالله انصاری، ابواسحاق سَبیعی، عبدُالرَّحمٰن بن کِیْسان اَعْرَج، ابوبکر لِیث بن سُلیَم کوفی و ابوحَنیفه نُعمان بن ثابِت. بر این اساس، سخن ابن سعد — که ضمن اقرار به مقامِ علمی باقر، مدعیِ عدم مقبولیتش نزد راویان شده — مورد انتقاد قرار گرفته‌است.

### علم کلام
محمد باقر در زمانی می‌زیست که جامعه شاهد رشدِ فرقه‌هایی مانند معتزله، مرجئه، خوارج و غالیان بود. ازاین‌رو بحث‌های کلامیِ زیادی مطرح بود. به‌نوشتهٔ لالانی مباحث کلامیِ مطرح در دورهٔ باقر و پرسش‌هایی که در این‌باره از او می‌شد، شامل بحثِ امامت و مقامِ مؤمن — که امام باید دارای این مقام باشد — بود. این موضوع، خود به بحث‌های بیشتر دربارهٔ اسلام و ایمان و لزوم یا عدم لزومِ «عمل» به‌عنوان یکی از ضروریاتِ ایمان کشیده شد. این پرسش به‌نوبهٔ خود بحث را به مسئولیت یا عدم مسئولیتِ انسان کشاند. ماهیتِ قرآن و مخلوق بودن یا نبودنش، و نیز صفاتِ خداوند و ارتباط آن با ذاتِ اَحَدیَّت از دیگر مسائل مورد بحثِ باقر بود. این مسائل به‌دنبالِ خود مباحث کلی‌ترِ صفات خدا و ارتباط آن با ذاتِ او را پیش آورد. از دیگر مباحث کلامی که طرح آن را به محمد باقر نسبت می‌دهند، می‌توان به بحث خالقِ خیر و شرّ، ویژگی‌های قدیم، تفسیرِ «قُلْ هُوَ الله اَحَد» و معانیِ صفاتِ الهی اشاره کرد. پاسخ به پرسشِ عَمرو بن عُبَیدِ معتزلی در رابطه با کیفیتِ غَضَبِ خداوند، پاسخ به پرسشِ جابر بن زیاد دربارهٔ توحید و نیز پاسخ به محمد بن مُسلِم دربارهٔ خلقتِ آدم از دیگر مباحثِ محمد باقر در حوزهٔ کلام است. مناظرهٔ باقر با نافِع بن اَزرَق از سرانِ خوارج دربارهٔ زمان‌مندیِ خداوند و مناظره با حسن بَصْری دربارهٔ نظریهٔ تفویض نیز از جمله مناظراتِ کلامی محمد باقر است. باکلی می‌نویسد که گفته می‌شود برخی عقایدی که وجهِ مشخصهٔ شیعهٔ دوازده‌امامی به‌حساب می‌آیند از قبیل نصّ، علمِ امامت، عصمت و تقیّه را باقر بنیان نهاده‌است. به‌نوشته لالانی، از موضوعات بنیادینی که محمد باقر به آن پرداخت و بعدها زمینه‌سازِ علم کلام شد، می‌توان به ایمان، تقیّه، قضا و قدر و توحید اشاره کرد.

### مناسبات با همعصران

#### یاران و شاگردان
به‌نوشتهٔ ابوزُهره، «کسی از مدینه دیدن نمی‌کرد مگر اینکه به خدمتش می‌رفت و از علومِ بی‌پایانش بهره‌ها می‌گرفت.» به‌نوشتهٔ لالانی، محمد باقر در مدینه بود اما بیشتر پیروانش کوفی بودند. بعد از کوفه می‌توان از بصره، مکه و شام نام برد. در رِجالِِ طوسی نامِ ۴۶۶ یا ۴۶۷ تن از اصحاب و یاران باقر ذکر شده‌است، که از میان‌شان جابر بن یزید جُعْفی، عبدالله بن عَطاءِ مَکّی و اَبان بن تَغْلِب مورد احترامِ محدّثانِ اهل سنت هم بوده‌اند. بعضی از مشاهیر آنان به‌تفکیک شهرهایِ محل اقامت عبارتند از:
کوفه مهم‌ترین پایگاهِ شاگردان باقر از مُتَکَلِّمان و فقها و محدثان شیعه به‌حساب می‌آید. از جابر بن یزید جعفی، ابان بن تغلب، زُرارَة بن اَعْیَن و بُرَیْد بن معاویه عِجْلی می‌توان به‌عنوان مهم‌ترین شاگردان باقر در کوفه نام برد. محمد بن مُسلِم ثَقَفی کوفی، ابوبصیر مُرادی، ابوخالد کابلی و ابوحمزه ثُمالی، کُمَیْت بن زید اسدی، مُؤمِنُ الطّاق و فُضَیْل بن یَسار هم جزو این گروه هستند.
بصره با اینکه شهری غیرشیعی است اما چند نفر از پیروان باقر را در خود داشت. از جمله محمد بن مروان بصری، اسماعیل بن فضل هاشمی، و مالک بن اعیان جُهَنی. یاران مکی باقر را معدودی از رجال معروف از جمله معروف بن خَرَّبوذ و اَبان بن مَیْمون قَدّاح را تشکیل می‌دادند.
محمد بن اسماعیل بَزیع و دیگر اعضای خانوادهٔ بزیع، ابوهارون و ابوهارون مَکفوف، عُقبَة بن بَشیر اسدی، اَسلَم مکّی و ناجیَة بن ابی‌مَعاذ بن مُسلم از دیگر یاران مشهور باقر بودند اما محل زندگی‌شان دقیقاً مشخص نیست.

#### غلات
از غُلاتِ کوفی که به‌رغم تَبَرّیٰ جستنِ باقر از آنان، خود را به او منتسب می‌کردند می‌توان به مُغَیْرَة بن سعید بَجَلی اشاره کرد که فرقهٔ مغیریّه را بنیان گذاشت. به‌نوشتهٔ شهرستانی و نوبختی، طرفدارانِ این فرقه معتقد به اُلوهیَّت باقر بودند.
مغیره مدعی بود باقر او را وَصیِّ خود قرار داده‌است. بعدها شاید پس از درگذشت باقر مدعی شد کارگزارِ نَفْسِ زَکیّه است. بعد از آن مدعیِ رسالت و امامت برای خود شد. عاقبت خالد بن عبدالله قَسْری او را دستگیر کرد و به‌همراه بَیان بن سَمْعان به دار آویخت.
ابومنصور عِجْلی از دیگر غالیانی است که هم برای باقر و هم برای خودش ادعای نبوّت کرد. او خود را وصیِّ باقر می‌شمرد. بیان بن سمعان هم از غالیانی بود که به‌نوشتهٔ شهرستانی و نوبختی درخواست کرده بود باقر او را به‌عنوان امام و پیامبر به‌رسمیت بشناسد.
به‌نوشتهٔ لالانی، بیان و پیروانش که فرقهٔ بَیانیّه را تشکیل می‌دادند، در ابتدا از پیروان ابوهاشم بودند و از او به‌عنوان مهدیِ موعود یاد می‌کردند که از طرف خداوند بیان را به پیامبری منصوب کرده‌است. بنابر گزارش دیگری بعد از مرگِ ابوهاشم، بیان به باقر نامه نوشت و از او خواست پیامبریش را بپذیرد. اخبار دیگری حاکی از این است که بعد از درگذشت باقر، بیان ادعا کرده‌است محمد باقر او را به‌عنوان سفیرِ مخصوصِ خود منصوب کرده‌است.
اَبُوالْخَطّاب از دیگر غالیانی است که به‌نوشتهٔ کَشّی، باقر او را نفرین کرده‌است.
مُعَمَّر یکی دیگر از غالیانی بود که باقر را خدای آسمانی و خودش را خدای زمینی می‌دانست.

### مناظرات
عصرِ محمد باقر روزگارِ برخوردِ اندیشه‌های اسلامی و غیراسلامی بود و ازاین‌رو مناظراتِ زیادی بین دانشمندانِ ادیان مختلف با محمد باقر صورت گرفته‌است. از جملهٔ این مناظرات، مناظرهٔ وی با بزرگِ مسیحیانِ دمشق بود. بر اساس روایتی که با اندکی تفاوت در بِحارُالْاَنوار و دَلائِلُ الْاِمامَة ذکر شده‌است، اُسقُفِ مسیحیان دمشق از محمد باقر پرسش‌هایی کرد از جمله اینکه شما مسلمانان از کجا می‌گویید که بهشتیان می‌خورند و می‌آشامند اما نیازی به قضای حاجت پیدا نمی‌کنند. بر مبنای این روایت محمد باقر جَنین را مثال زد که در شکمِ مادرش تغذیه می‌کند اما نیازی به قضای حاجت پیدا نمی‌کند.
از دیگر مناظرات به‌جای‌مانده از باقر، داستان برخورد محمد بن منکدر با اوست که در خارج از مدینه، باقر را به‌همراه دو غلامش عرق‌ریزان در «جستجوی مزیّتَ دنیوی» دید و او را نصیحت کرد که چه می‌کند اگر در این حالت مرگ به سراغش آید. پاسخ محمد باقر این بود که «به‌خدا قسم اگر مرگ در این حالت که هستم به سراغ من بیاید، وقتی به سراغم آمده که مشغول عبادت خدا هستم و با این عبادت، خویشتن را از تو و دیگر مردم دور نگه می‌دارم. من تنها ترسم از آن است که وقتی مرگ مرا دریابد که در کار نافرمانبرداری از خداوند باشم.»
از دیگر مناظرات وی می‌توان به مناظرهٔ او با عَمرو بن عُبَیْد، قَتادة بن دِعامه، هشام بن عبدالملک (در موضوع امامت) و حسن بَصْری اشاره کرد.

## آثار

### تفسیر باقر
تفسیرُ الْباقر یا تفسیر اَبُوالْجارود تفسیری است که ابن نَدیم به باقر نسبت داده‌است. این کتاب را ابوالجارود از محمد باقر و ابوبصیر اسدی از ابوالجارود روایت کرده‌است. به‌گفتهٔ آقا بزرگ تهرانی این کتاب احتمالاً املای گفته‌های باقر بر ابوالجارود بوده‌است. نَجاشی، عالم شیعی، این تفسیر را در صدرِ فهرست اولین تفسیرها بر قرآن می‌آورد. سید بن طاووس، عالم شیعی، دست‌کم پنج قسمت از این کتاب را داشته و از آن نقل قول کرده‌است.
اصل تفسیر به‌صورت مستقل در دسترس نیست.
تفسیر جابر جُعفی از دیگر تفاسیرِ منتسب به محمد باقر است. این تفسیر مشتمل بر روایاتِ تفسیری است که به‌نقل از جابر بن یزید جعفی گردآوری شده‌است. همچنین عبدعلی حُوِیْزی در تفسیر نورُالثَّقَلَیْن که مشتمل بر ۱۴۰۰۰ تفسیر روایی است، احادیث زیادی در زمینهٔ تفسیر قرآن از باقر روایت کرده‌است که بعد از احادیث پیامبر اسلام و جعفر صادق، رتبهٔ سوم را از نظر تعداد به خود اختصاص داده‌است و سیزده درصد از احادیث این کتاب را شامل می‌شود.

### المناسک
رسالهٔ «اَلْمَناسِک» را ابوالجارود از باقر روایت کرده‌است. نسخهٔ کامل این اثر در اَمالیِ احمد بن عیسی آمده‌است. در حدیثی از جعفر صادق آمده که پیش از محمد باقر، شیعیان مناسک حج را نمی‌دانستند و آداب حج در فقه شیعه برای اولین بار توسط محمد باقر تدوین شده‌است.

### ام‌الکتاب
اُمُّ‌الْکتاب پاسخ باقر به پرسش‌های گوناگونی است که پیروانش از او پرسیده‌اند. جابر بن یزید جعفی راوی برخی از این احادیث است.

### رسالهٔ جعفی
در رسالهٔ جُعفی نیز جابر راوی عمدهٔ سخنان باقر است. گفته می‌شود این رساله دربردارندهٔ نظرات جابر بن یزید جعفی دربارهٔ عقاید اسماعیلیه است.

## دیدگاه‌ها

### محافل غیرشیعی
اهل سنت برخلاف شیعه، باقر را معصوم نمی‌دانند. افزون‌بر این ادعا دارند باقر بیعت با دو خلیفهٔ اول، ابوبکر و عمر را مجاز می‌دانسته‌است و از دشمنان آنان تبرّا جسته‌است. بر اساس روایتی که از ابن عساکر نقل شده‌است، باقر نماز خواندن پشت سرِ بنی‌امیه را مجاز شمرده‌است. همچنین از ابن کثیر نقل شده‌است که برخلاف اعتقادِ شیعه که باقر را یکی از امامان خود می‌دانند، باقر چنین ادعایی نکرده‌است. به‌علاوه درحالی‌که منابع شیعی در توصیفِ یکی از دیدارهای باقر و ابوحنیفه، دیدی نسبتاً منفی از ابوحنیفه ارائه می‌دهند، منابع حنفی او را یکی از شاگردان باقر می‌دانند که باقر در مورد او گفته‌است سنتِ پیغمبر را زنده خواهد کرد.
تعریف و تحسین‌هایی زیادی به‌نقل از منابع اهل سنت دربارهٔ باقر گفته شده‌است. از جمله به‌نقل از ذهبی، باقر «از کسانی است که بین علم و عمل و آقائی و شرف و وثاقت و متانت جمع کرده و اهلیت برای خلافت داشت». همچنین گفته می‌شود اَبرَش کَلبی از هشام بن عبدالملک پرسید این کیست که مردم او در میان گرفته مسائل‌شان را از او می‌پرسند. هشام در جواب گفت «این پیامبر کوفه است، خود را پسر رسول خدا و شکافندهٔ علم و مفسر قرآن می‌داند». همچنین هشام از او با تعبیر «اَلْمفتونُ بِه اهلُ الْعِراق» یعنی کسی که مردم عراق شیفته‌اش هستند، یاد می‌کند. ابواسحاق با تعبیرِ «کسی را مانند او را ندیده‌ام» و ابوزُرعهٔ دمشقی با عبارتِ «ابوجعفر بزرگ‌ترینِ عالمان است» از محمد باقر یاد می‌کنند.

### محافل شیعی
منابع شیعی، محمد باقر را دانشمندترین فرد زمانِ خویش و بزرگ‌ترین فقیه آن روزگار می‌دانند که فقهای دیگر، شیعه یا سنی، شناختِ حلال و حرام را از او روایت کرده‌اند. قاضی نُعمان او را نخستین امامی می‌داند که علم را شکافت و معنای آن را آشکار کرد و دلیل آن را برخورد نرم‌ترِ خلفای اموی در اواخر دوران‌شان می‌داند. به‌نوشتهٔ قاضی نعمان شهرتِ باقر به ثقه بودن چنان بود که نقل حدیث از او — حتی مقطوع — را موصول می‌شمردند و به‌عنوان حدیث مَرفوع می‌آوردند.

#### شیعه دوازده‌امامی
شیعیان دوازده‌امامی، باقر را امام پنجم می‌دانند. آنان برای اثبات امامتِ وی، به روایات متعددی استناد می‌کنند که از پیامبر اسلام و ائمهٔ پیشین به‌ویژه سجاد نقل شده، و به‌اعتقاد بعضی متکلمان متواتر است. این روایات هم بر عصمت و هم بر امامت باقر تأکید دارند. گذشته از نص، در کتاب‌های کلامی به علم فراوان و انکارناپذیر باقر و همچنین برخی کراماتش به‌عنوان دلایل دیگرِ امامتش استناد می‌شود. به‌عنوان نمونه روایتِ جابر بن عبدلله انصاری مبنی بر رساندن سلام پیامبر به باقر، از طرف شیعه به‌عنوان یکی از دلایل امامتِ باقر به‌حساب می‌آید.به‌نوشتهٔ جعفریان، پس از علی بن ابی‌طالب، در میان ائمهٔ شیعه، بیشترین احادیث از باقر و صادق روایت شده‌است. نشر این احادیث باعث شهرتِ باقر به‌عنوان عالم، امام، فقیه و محدث بوده‌است.

##### کرامات
کرامات زیادی به باقر نسبت داده شده‌است؛ از جمله اینکه زبان حیوانات را می‌دانست؛ نابینایی را شفا داد؛ و برخی حوادثِ آینده را پیش‌گویی کرد از جمله اینکه برادرش زید در جنگ کشته خواهد شد. همچنین شکست بنی‌امیه و به تخت نشستن منصور، خلیفهٔ عباسی را پیش‌گویی کرد. به‌نقل از دونالدسون، بخشی از معجزاتِ باقر عبارت بود از پیش‌بینیِ برکناری حاکم مدینه، میوه دادنِ درختِ خشکِ خرما، کمک برای پیدا کردن ثروتِ مردی که پدرش قبل از مرگ آن را پنهان کرده بود. روزی مردی از باقر پرسید آیا پیامبر وارثِ علمِ تمامِ پیامبرانِ پیشین بود؟ باقر جواب مثبت داد. مرد دوباره پرسید آیا او — یعنی باقر — هم این علم را به ارث برده‌است؟ باقر دوباره جواب مثبت داد. مرد بازپرسید آیا می‌تواند مرده را زنده کند، نابینا را بینا گرداند و جذامی را شفا دهد؟ باقر پاسخ داد «بله، با قدرت خدای بلند مرتبه». باقر سپس دستش را روی چشمان مرد گذاشت و بینایی‌اش را از او گرفت. بعد دوباره دست گذاشت و بینایی‌اش را به او برگرداند.

#### زیدیه و اسماعیلیه
اگرچه باقر یکی از امامانِ زیدی به‌شمار نمی‌آید اما روایات باقر در آثارِ زیدی از قبیل امالیِ احمد بن عیسی یافت می‌شود. به‌نوشتهٔ کلبرگ، باقر تقریباً در همهٔ آثار زیدیه به‌عنوان یک مرجعِ علمی خودنمایی می‌کند و از سخنانش در توجیهِ برتریِ علمیِ زید — که دلالت بر امامت زید می‌کند — استفاده شده‌است. به‌نوشتهٔ باکلی، باقر به‌عنوان امام چهارمِ اسماعیلیه به‌حساب می‌آید و در موارد فراوانی به‌عنوان یک مرجع در کتاب دَعائِمُ الْاسلامِ قاضی نعمان به‌شمار می‌آید. دعائم الاسلام یک نسخهٔ مُدوّنِ فقه اسماعیلی به‌حساب می‌آید.

### صوفیه
باقر به زهد و تقوا معروف بود و غالباً در زندگینامه‌های صوفیان از او به‌عنوان کسی که در علوم باطنی، اشارات، کرامات، آیات و براهین تَبَحُّر داشت، یاد شده‌است. همچنین به‌عنوان کسی که عمرش را به طاعت خدا گذراند و به مقاماتِ عِرفان و سُلوک دست یافت و در زمینهٔ سلوک به‌سوی خدا سخنان زیادی ایراد کرد. ابونعیم با عبارت «اَلْحاضرُ الذّاکر، اَلْخاشعُ الصّابر» از او یاد کرده و عَطّار، کتاب تَذکِرَةُ الْاولیاء را با نام او به پایان رسانده‌است و به‌تقلید از هُجْویری از او با عناوین «برهانِ اربابِ مشاهدات»، «امامِ اولادِ نبی» و «گزیدهٔ نسلِ علی» یاد کرده‌است.
در کَشفُ الْمَحجوبِ هجویری آمده باقر تصوّف را عبارت از خُلق و خوی خوب می‌دانست و صوفیِ خوب را صوفیِ دارای اخلاق بهتر تعریف می‌کرد.

## محمد باقر در هنر و ادبیات

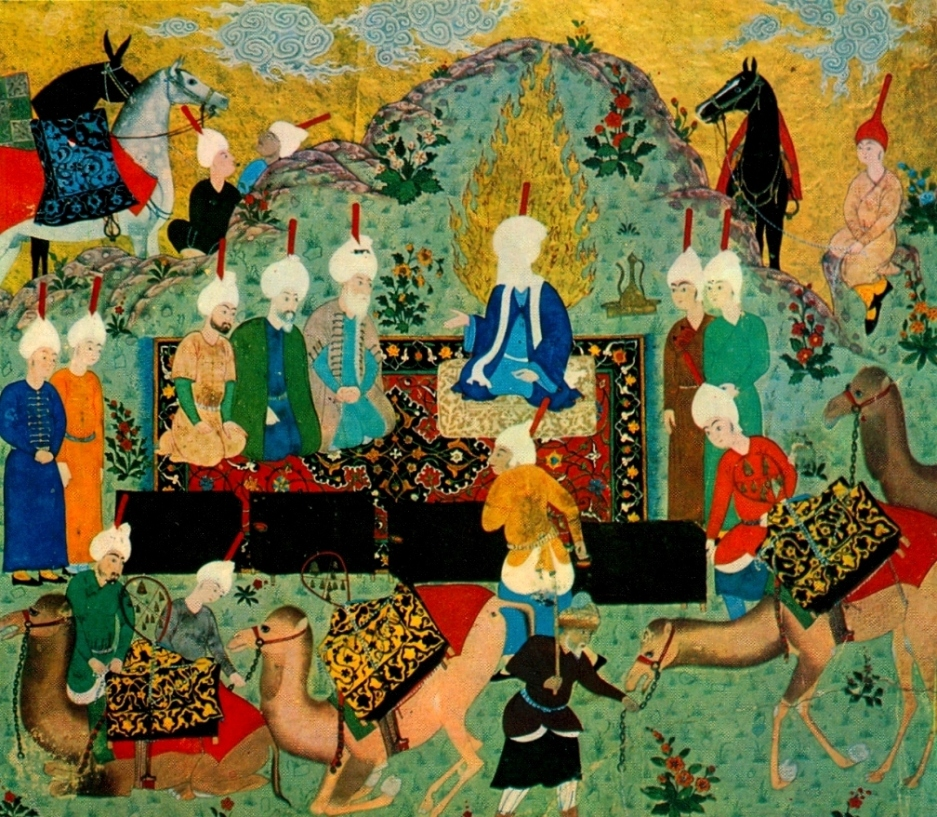
نگاره‌ای از ملاقات جمعی از تجار خراسانی با محمد باقر

### آثار ادبی
در حوزهٔ شعر و ادبیات، می‌توان به کتاب‌هایی چون حضرت محمد بن علی (باقر) سلام الله علیه و ‏نغمهٔ باران: امام محمد باقر علیه‌السلام نوشتهٔ مهدی وحیدی صدر برای کودکان اشاره کرد. حسین موسوی پاکزاد نیز کتاب شعری با عنوانِ امام پنجم حضرت امام محمد باقر علیه‌السلام منتشر کرده‌است.
زندگانی باقر آل محمد علیه السلام: گوهر علم؛ همراه با داستانی پندآموز اثر فاطمه دهکردی، ساختاری رمان‌گونه دارد و به شیوه‌ای متفاوت به زندگی باقر پرداخته‌است.

### آثار تجسمی
از جمله نگاره‌های مشهور با محوریت محمد باقر، اثر نگارگری است که قاسم علی، نگارگر ایرانی، از جلسهٔ ملاقات تُجّارِ خراسانی با محمد باقر تصویر کرده‌است. قاسم علی، یکی از شاگردان کمال‌الدّینْ بهزاد بوده‌است.

### آثار نمایشی
در تاریخ ۲۹ تیر ۱۳۹۵، فیلمی سینمایی با نام باقرالعلوم توسط شبکهٔ عربی فَضائِلُ الْعِترَة منتشر شد. این فیلم به زبان عربی است و در یک ساعت و چهل دقیقه، به بیان برخی از اتفاقاتِ زندگی محمد باقر پرداخته‌است. تاکنون نسخهٔ باکیفیتی از این فیلم منتشر نشده‌است.

## کتابشناسی
از آثاری که به آموزه‌های اعتقادی و فقهی باقر پرداخته‌اند می‌توان به مجموعهٔ شش جلدی مُسندِ امام باقر اشاره کرد که توسط عزیزالله عطاردی جمع‌آوری شده‌است. این مجموعه شامل روایات به‌جامانده از محمد باقر است که عمدتاً از منابعِ شیعی و برخی منابعِ زیدی، اسماعیلی و اهل سنت گزیده شده‌است. مسائل فقهی چون ازدواج، طلاق، ارث، تشییع جنازه، طهارت، نماز، روزه، زکات و زیارت، و مسائل اعتقادی چون توحید، امامت، ایمان و کفر، از جمله موضوعات این مجموعه است. در محضر امام محمد باقر (ع) اثر علیرضا زکی‌زاده رنانی، از دیگر آثار این حوزه است که شامل پرسش و پاسخ‌هایی می‌شود که افراد مختلف از محمد باقر پرسیده‌اند.
از آثاری که به زندگی محمد باقر پرداخته‌اند می‌توان به ام‍ام م‍ح‍م‍دب‍اق‍ر (ع‍ل‍ی‍ه‌ال‍س‍لام) اشاره کرد که در واقع بازچاپِ فصل هفتم مُنتَهیُ‌الْآمالِ اثر شیخ عباس قمی است که علاوه بر زندگی باقر، به شرح فضایل و کرامات و کلماتِ حکمت‌آمیز او نیز می‌پردازد. زن‍دگ‍ی ام‍ام م‍ح‍م‍دب‍اق‍ر ع‍ل‍ی‍ه‌ال‍س‍لام: ش‍ک‍اف‍ن‍دهٔ ع‍ل‍وم و م‍ع‍ارف، تألیف عبدُالرّحیم ع‍ق‍ی‍ق‍ی ب‍خ‍ش‍ای‍ش‍ی، ت‍رجِمَةُ الام‍ام زَی‍نُ‌الْع‍اب‍دی‍ن ع‍ل‍یِّ ب‍ن الْح‍س‍ی‍ن ع‍ل‍ی‍ه‌ال‍س‍لام و تَلیها ت‍رجِمَةُ اِب‍نِهِ الإم‍ام م‍ح‍م‍ّد الْب‍اق‍ر ع‍ل‍ی‍ه‌ال‍س‍لام م‍ن ت‍اری‍خِ م‍دی‍ن‍ةِ دم‍ش‍ق تألیف اب‍ن ع‍س‍اک‍ر و به‌ت‍ح‍ق‍ی‍ق و ترجمهٔ م‍ح‍م‍دب‍اق‍ر م‍ح‍م‍ودی و داس‍ت‍ان‌ه‍ای ام‍ام س‍ج‍اد ع‍ل‍ی‍ه‌ال‍س‍لام و ص‍ادق‍ی‍ن ع‍ل‍ی‍ه‍م‍ا ال‍س‍لام ب‍رگ‍رف‍ت‍ه از ب‍ح‍ارالان‍وار از دیگر آثار این حوزه است.
ملاقات در شب بارانی، اثر مسلم ناصری کتاب دیگری است شامل دوازده داستان و حکایت از زندگی محمد باقر که ویژهٔ مقاطع راهنمایی و دبیرستان گردآوری شده‌است.
امام باقر (ع): جلوهٔ امامت در افق دانش نوشتهٔ احمد ترابی، که توسط بنیاد پژوهش‌های اسلامی منتشر شده، از دیگر آثاری است که از لحاظ تحقیقی و ارجاعِ اسنادِ آن معتبر است.

## سال‌شمار
سال میلادی
سال میلادی
توضیحات
- مقیاس نمودار در ردیف نخست با مقیاس ردیف دوم (مرتبط با حجت بن الحسن) یکسان نیست.